# Meryra Pepy
Meryra-Pepy, Pepy I o Pepi I fue un faraón del Antiguo Egipto, tercer rey de la Dinastía VI, que gobernó durante más de 40 años entre los siglos XXIV a. C. y XXIII a. C., hacia el final del período del Imperio Antiguo. Era hijo de Teti, el fundador de la dinastía, y accedió al trono tras el breve reinado del usurpador Userkara; su madre era Iput, probablemente hija de Unis, el último gobernante de la Dinastía V de Egipto. Pepi I, que tuvo al menos seis consortes, fue sucedido por su hijo Merenra Nemtyemsaf, o Merenra I, con el que puede haber compartido el poder en una corregencia hacia final de su reinado. Neferkara Pepy, que es posible que también fuera hijo de Pepi, sucedió a Merenra.
Durante su reinado se sucedieron numerosas complicaciones, empezando por el posible asesinato de su padre y el consiguiente reinado de Userkara. Más tarde, probablemente después de su vigésimo año de reinado, se enfrentó a una conspiración de su harén urdida por una de sus consortes, que podría haber intentado que su hijo fuera designado heredero al trono, y posiblemente a otra conspiración que involucraba a su visir hacia el final de su reinado. Enfrentado al prolongado declive del poder faraónico ante las dinastías emergentes de funcionarios locales, Pepi reaccionó con un ambicioso programa arquitectónico que incluía la construcción de templos dedicados a dioses locales y numerosas capillas dedicadas a su propio culto en todo Egipto, reforzando así su presencia en las provincias. La prosperidad de Egipto le permitió convertirse en el constructor más prolífico del Imperio Antiguo. A su vez propició la creación de pequeños centros provinciales y reclutó a funcionarios de extracción no noble para frenar la influencia de las poderosas familias locales. Continuando con la política de su padre, desplegó una red de depósitos accesibles a los enviados reales y desde los que se podían recaudar fácilmente impuestos y mano de obra. Reforzó su poder tras la conspiración del harén estableciendo alianzas con Jui, el nomarca provincial de Abidos, casándose con dos de sus hijas, Anjesenpepi I y Anjesenpepi II, y nombrando visires a la esposa de Jui, Nebet, y a su hijo Dyau. La política exterior egipcia bajo su mandato incluyó campañas militares contra Nubia, la península del Sinaí y el Levante meridional, desembarcando tropas en la costa levantina utilizando barcos de transporte egipcios. El comercio con Biblos, Ebla y los oasis del desierto occidental prosperó y Pepi emprendió expediciones mineras y de explotación de canteras en el Sinaí y en otros lugares. 
Mandó construir un complejo de pirámides para su culto funerario al sur de Saqqara, junto al que construyó al menos otras seis pirámides para sus consortes. La pirámide de Pepi, que originalmente medía 52,5 m de altura, y el gran templo que la acompañaba, seguían la disposición habitual heredada de finales de la Dinastía V. El corpus más extenso de Textos de las Pirámides del Imperio Antiguo cubre las paredes de la cámara funeraria de Pepi I, la antecámara y gran parte del corredor que conduce a ella; por primera vez, estos textos aparecen también en algunas de las pirámides de las consortes. Durante las excavaciones se encontró un paquete de vísceras y un fragmento de momia, ambos presuntamente pertenecientes al faraón. El complejo funerario, denominado en idioma egipcio Pepy Mennefer (o Men-nefer), continuó siendo el centro de su culto hasta bien entrado el Imperio Medio y acabó dando nombre a la cercana Menfis, capital de Egipto. Su culto cesó a principios del Segundo período intermedio. Los monumentos del complejo empezaron a ser saqueados para extraer su piedra durante el Imperio Nuevo y en la época mameluca fueron desmantelados casi por completo.

## Familia

### Padres
Pepi era hijo del faraón Teti y de Iput. Esto último lo atestigua de forma directa un relieve en un decreto descubierto en Coptos que menciona a Iput como madre de Pepi, las inscripciones de su templo mortuorio que mencionan sus títulos como madre de un rey y como madre de Pepi, la estructura de su tumba, que se modificó de su forma original de mastaba para convertirla en una pirámide tras la ascensión de su hijo al trono, y su mención como madre de Pepi en los anales reales de la Dinastía VI. Es posible que Iput fuera hija de Unis, el último faraón de la Dinastía V, aunque este dato está sin confirmar y es objeto de debate. Parece que murió antes de la llegada de Pepi al trono. La afirmación de que Teti era muy probablemente el padre de Pepi se desprende de la ubicación de la tumba de Iput, junto a la pirámide de Teti, como era habitual entre las reinas consorte.

### Consortes

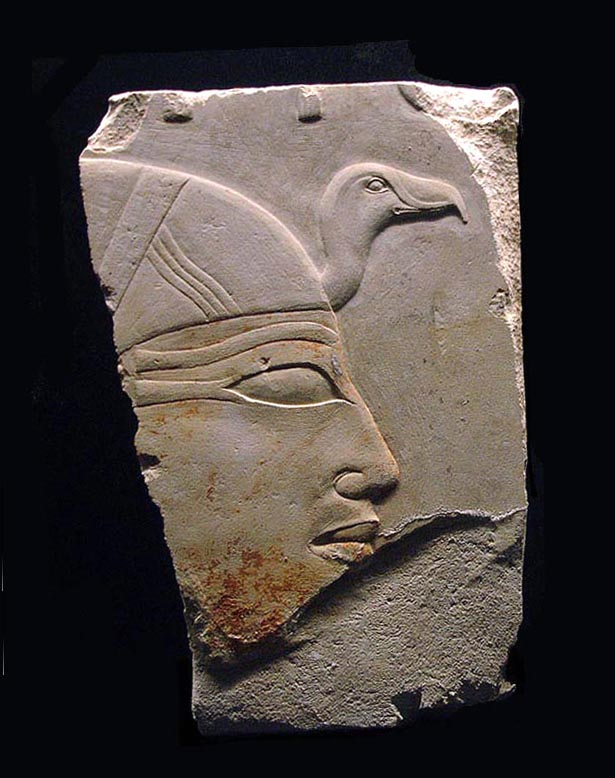
Anjesenpepi II en un relieve de su templo mortuorio (Museo Imhotep, Saqqara)

Los egiptólogos han identificado con casi certeza a seis consortes de Pepi I. Las más documentadas fueron Anjesenpepi I y Anjesenpepi II, que dieron a luz a futuros faraones y eran hijas del nomarca de Abidos Jui y su esposa Nebet. Otras consortes fueron Nubwenet, Inenek-Inti, que se convirtió en uno de sus visires, y Mehaa (también llamada Haaheru). Todas fueron enterradas en pirámides adyacentes a la de Pepi. Fragmentos de relieves de la necrópolis que rodea su pirámide mencionan a otra consorte, Sebwetet.
Se ha planteado la posibilidad de otras dos esposas basándose en datos parciales. La primera es Nedjeftet, cuyo nombre aparece registrado en bloques excavados en la necrópolis adyacente a la pirámide de Pepi. La identificación de Nedjeftet como su consorte es dudosa debido a la falta de inscripciones que nombren explícitamente a su marido; dada la ubicación de los bloques de Nedjeftet en la necrópolis, puede ser la ocupante de una pirámide al oeste de la de Pepi. La otra sería Behenu, que fue enterrada en la segunda pirámide reina de mayor tamaño de la necrópolis de Pepi, al norte de la suya, aunque podría ser una de sus consortes o de Pepi II.
Una última consorte, sin nombre, a la que solo se hace referencia por su título «Weret-Yamtes», («de gran afecto»), se conoce por las inscripciones descubiertas en la tumba de Uni, un alto funcionario al servicio de Pepi. Esta esposa, cuyo nombre no es mencionado por Uni, conspiró contra él y fue procesada cuando se descubrió la conjura.

### Hijos
Pepi tuvo al menos cuatro hijos. Anjesenpepi I probablemente fue la madre del futuro faraón Merenra I. Anjesenpepi II fue la madre de Pepi II Neferkara, quien probablemente nació hacia el final del reinado de Pepi I, ya que solo tenía seis años al acceder al trono tras el gobierno de Merenra. Aunque la mayoría de los egiptólogos están a favor de esta hipótesis, una alternativa sostiene que Pepi II podría ser un hijo de Merenra. Otro de los hijos de Pepi I fue Teti-ankh («Teti vive»), cuya madre aún no ha sido identificada. Solo se le conoce por una inscripción en tinta con su nombre descubierta en la pirámide de Pepi. Cerca de allí está enterrado el príncipe Hornetjerkhet, hijo de Pepi con Mehaa.
Se han identificado de forma imprecisa al menos tres hijas de Pepi I, todas ellas futuras consortes de Pepi II. La primera, Meritites IV, sería la hija mayor del rey y fue enterrada en la necrópolis que rodea la pirámide de su padre. La segunda es Neith, que tuvo con Anjesenpepi I. Es posible que fuera la madre del sucesor de Pepi II, Merenra Nemtyemsaf II. La tercera sería Iput II, cuya identidad como hija de Pepi sigue siendo incierta, ya que su título de «hija del rey» podría ser solamente honorífico.

## Cronología

### Cronología relativa

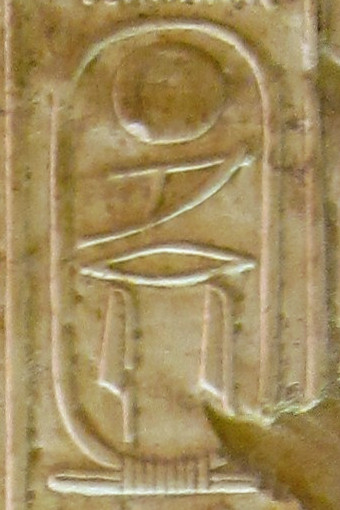
Cartucho de Pepi I con la leyenda «Meryra» en la Lista Real de Abidos

La cronología relativa del reinado de Pepi I ha quedado constatada a través registros históricos, objetos contemporáneos y evidencias arqueológicas, que coinciden en que sucedió a Userkara y fue sucedido por Merenra I Nemtyemsaf. La cubierta del sarcófago de la reina Anjesenpepi I (conocida como «Piedra sur de Saqqara»), que es casi contemporánea y además es un anal real grabado durante el reinado de Pepi II, establece la sucesión «Teti → Userkara → Pepi I → Merenra I», lo que sitúa a Pepi como el tercer rey de la Dinastía VI. Otras fuentes históricas coinciden con esta cronología: la Lista Real de Abidos, elaborada bajo el reinado de Seti I, sitúa el cartucho de Pepi I como la 36.ª entrada, entre las de Userkara y Merenra, y el Canon Real de Turín, lista de reyes en papiro que data del reinado de Ramsés II, registra a Pepi I en la cuarta columna, tercera fila.
Una fuente histórica contradictoria con este orden de sucesión es la Aegyptiaca (Αἰγυπτιακά) o Historia de Egipto, escrita en el siglo III a. C. por el sacerdote e historiador Manetón durante el reinado de Ptolomeo II (283-246 a. C.). En la actualidad no se conserva ningún ejemplar de la Aegyptiaca y solo se conoce a través de los escritos posteriores de Sexto Julio Africano y Eusebio de Cesarea. Según el erudito bizantino Jorge Sincelo, Africano señaló que la Aegyptiaca mencionaba la sucesión «Othoês → Phius → Methusuphis» al inicio de la Dinastía VI; se considera que Othoês, Phius (en griego, φιός) y Methusuphis son las formas helenizadas de Teti, Pepi I y Merenra, respectivamente, lo que significa que la Aegyptiaca omitiría a Userkara. La recopilación de Manetón de los inicios de la Dinastía VI coincide con la Lista Real de Karnak redactada bajo Tutmosis III; esta lista sitúa el nombre de nacimiento de Pepi inmediatamente después del de Teti en la séptima entrada de la segunda fila. Sin embargo, a diferencia de otras fuentes, como el Canon de Turín, el propósito de la lista de reyes de Karnak no era ser exhaustiva, sino más bien enumerar una serie de antepasados reales a los que honrar. Del mismo modo, la Lista Real de Saqqara, grabada bajo el mandato de Ramsés II, omite a Userkara y el nombre de Pepi aparece en la posición 25.ª, después del de Teti.

### Duración de su reinado

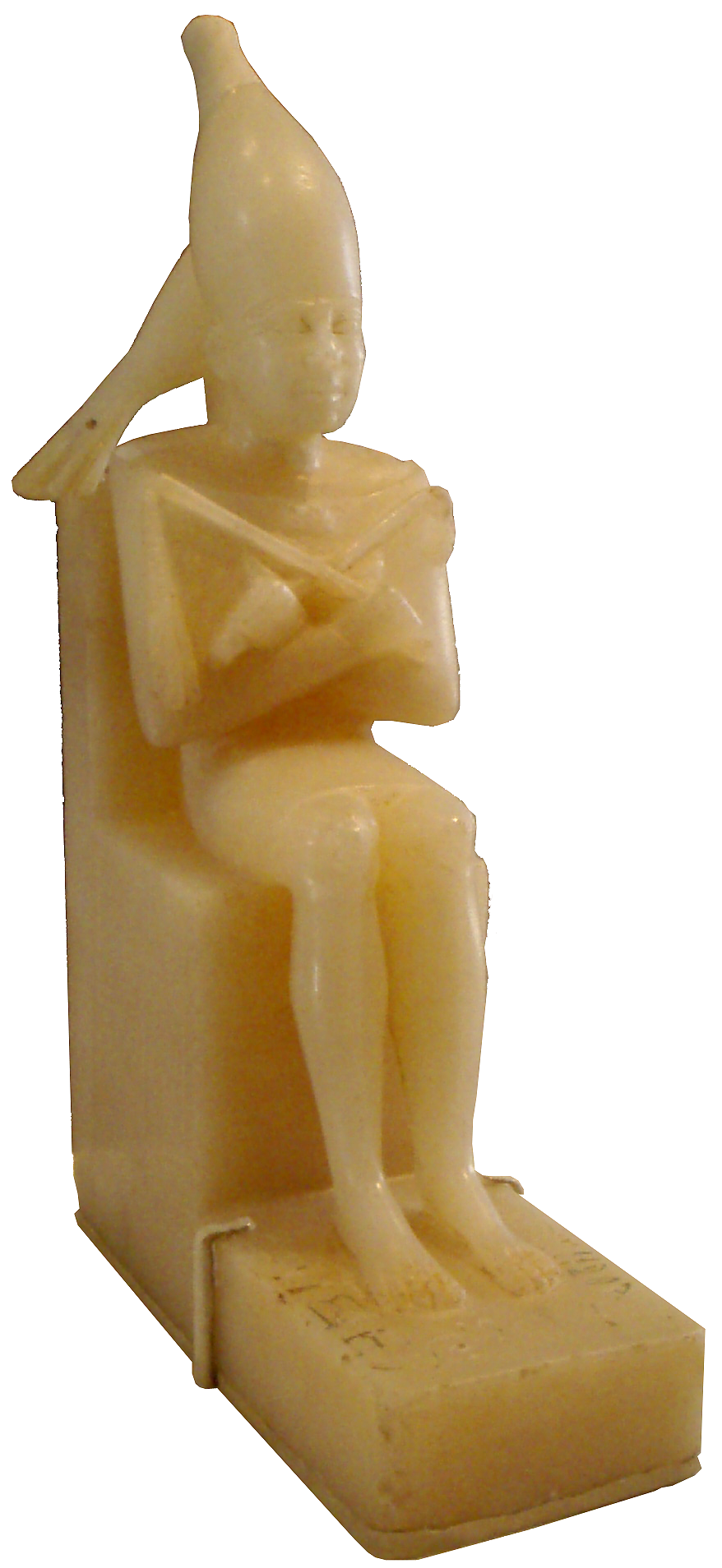
Estatuilla de alabastro de Pepi I ataviado para el Heb Sed (Museo Brooklyn)

La duración del reinado de Pepi I sigue siendo algo incierta, aunque en la actualidad (2021) hay consenso en que gobernó Egipto durante más de 40 años, posiblemente 49 o 50 años o incluso más.
Durante el periodo del Imperio Antiguo, los egipcios contaban los años desde la ascensión al trono del rey vigente. Estos años estaban referidos al número de recuentos de ganado que habían tenido lugar desde el inicio del reinado. El recuento de ganado era un acontecimiento de gran importancia destinado a evaluar la cuantía de los impuestos que debían cobrarse a la población; se trataba de contar las vacas, los bueyes y el ganado menor. Durante los primeros años de la Dinastía VI, este recuento era probablemente bienal.
Tanto la Piedra sur de Saqqara como una inscripción en la cantera de Hatnub reflejan el 25.º recuento de ganado durante el reinado de Pepi I, la fecha más alta de la que se tiene constancia. Si se acepta un recuento bienal, esto indicaría que reinó durante 49 años. Sin embargo no se puede descartar que también se haya registrado un quincuagésimo año de reinado en el anal real, pero que no se puede apreciar debido al estado deteriorado de la Piedra sur de Saqqara. Otra fuente histórica que apoya un reinado de mayor duración es el epítome de Africano de la Aegyptiaca de Manetón, que atribuye a Pepi I un reinado de 53 años.
Entre las evidencias arqueológicas que apoyan un reinado prolongado de Pepi se encuentran sus numerosos proyectos de construcción y la gran cantidad de objetos que se han conservado para celebrar su primera Heb Sed, cuyo objetivo era rejuvenecer al rey y que se celebraba por primera vez en el trigésimo año de su mandato. Por ejemplo, se han descubierto numerosos recipientes para ungüentos de alabastro que celebran la primera fiesta Sed de Pepi. En ellos aparece una inscripción tipo que reza: «El rey del Alto y Bajo Egipto Meryra, que se le conceda la vida para siempre. Primera celebración de la fiesta Sed». En la actualidad se pueden encontrar algunos de estos recipientes en museos de todo el mundo:

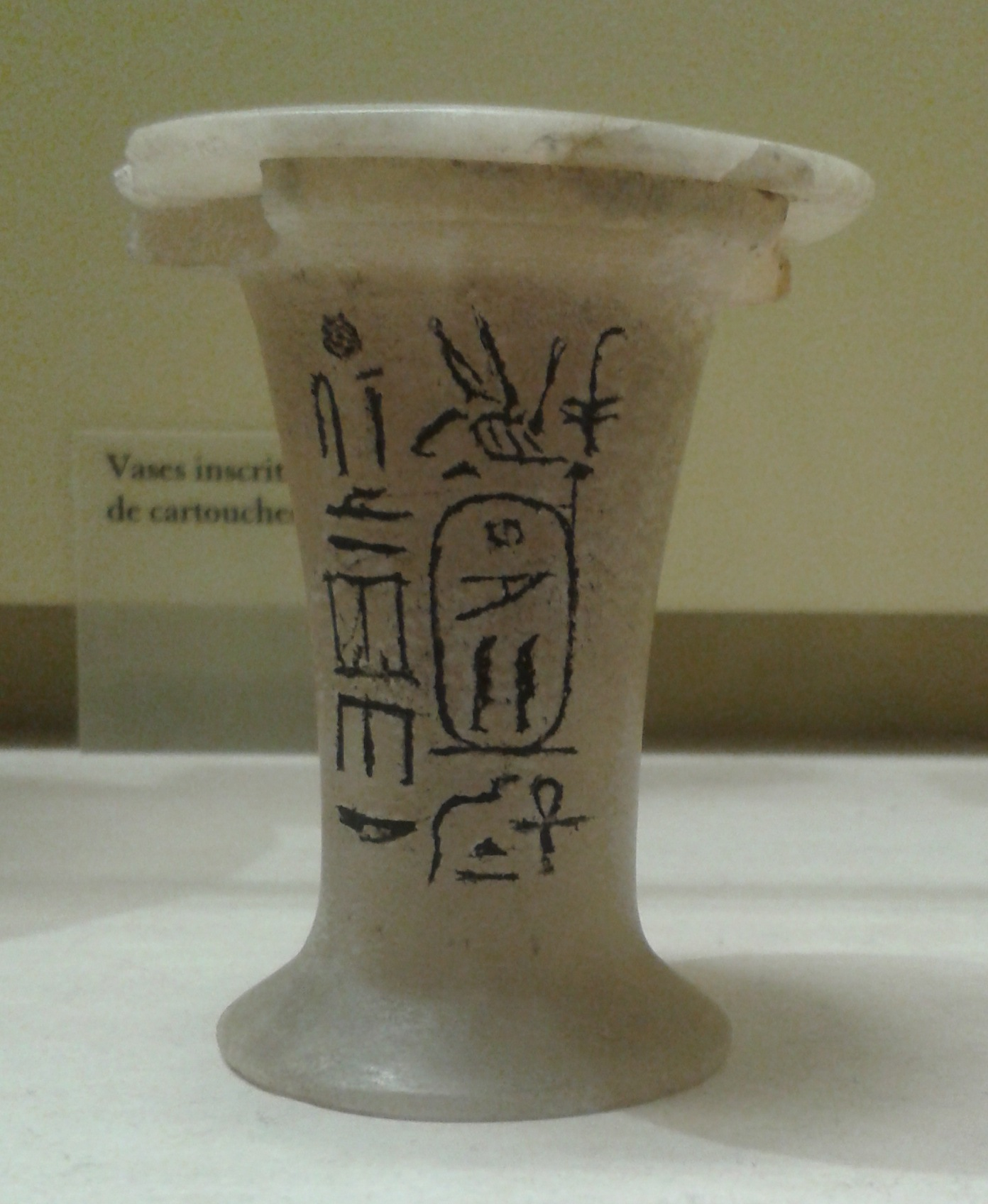
Museo del Louvre
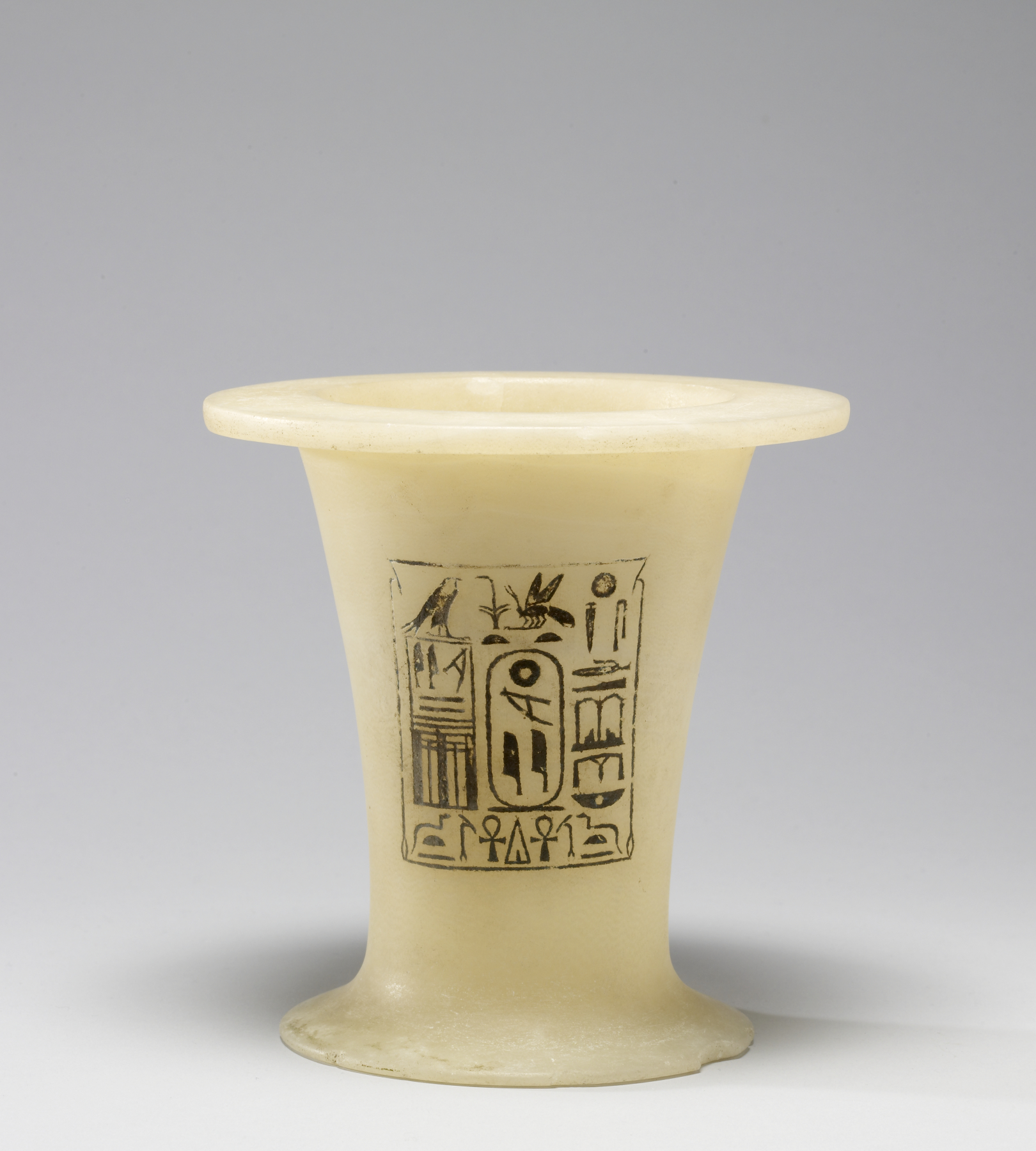
Walters Art Museum
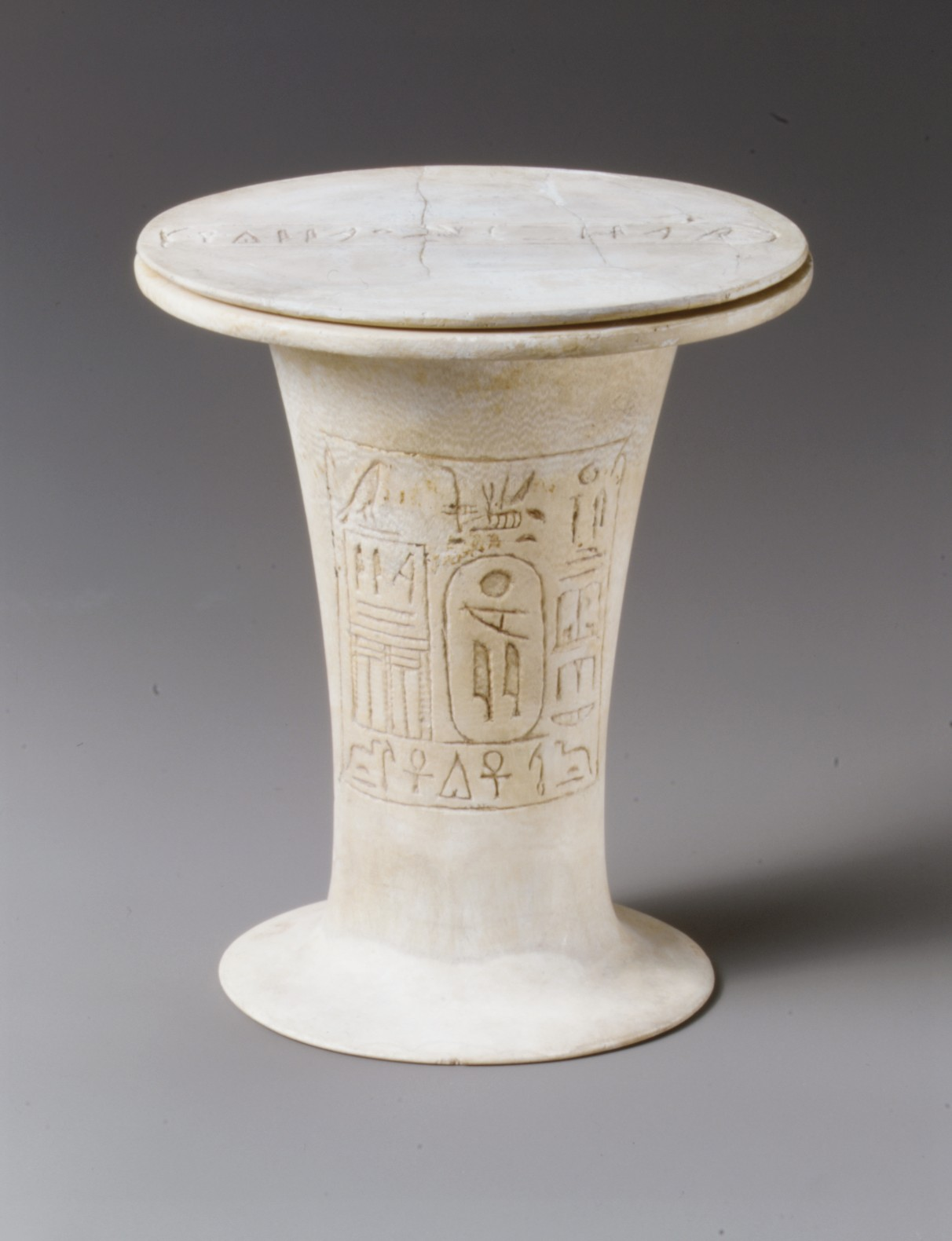
Museo Metropolitano de Arte
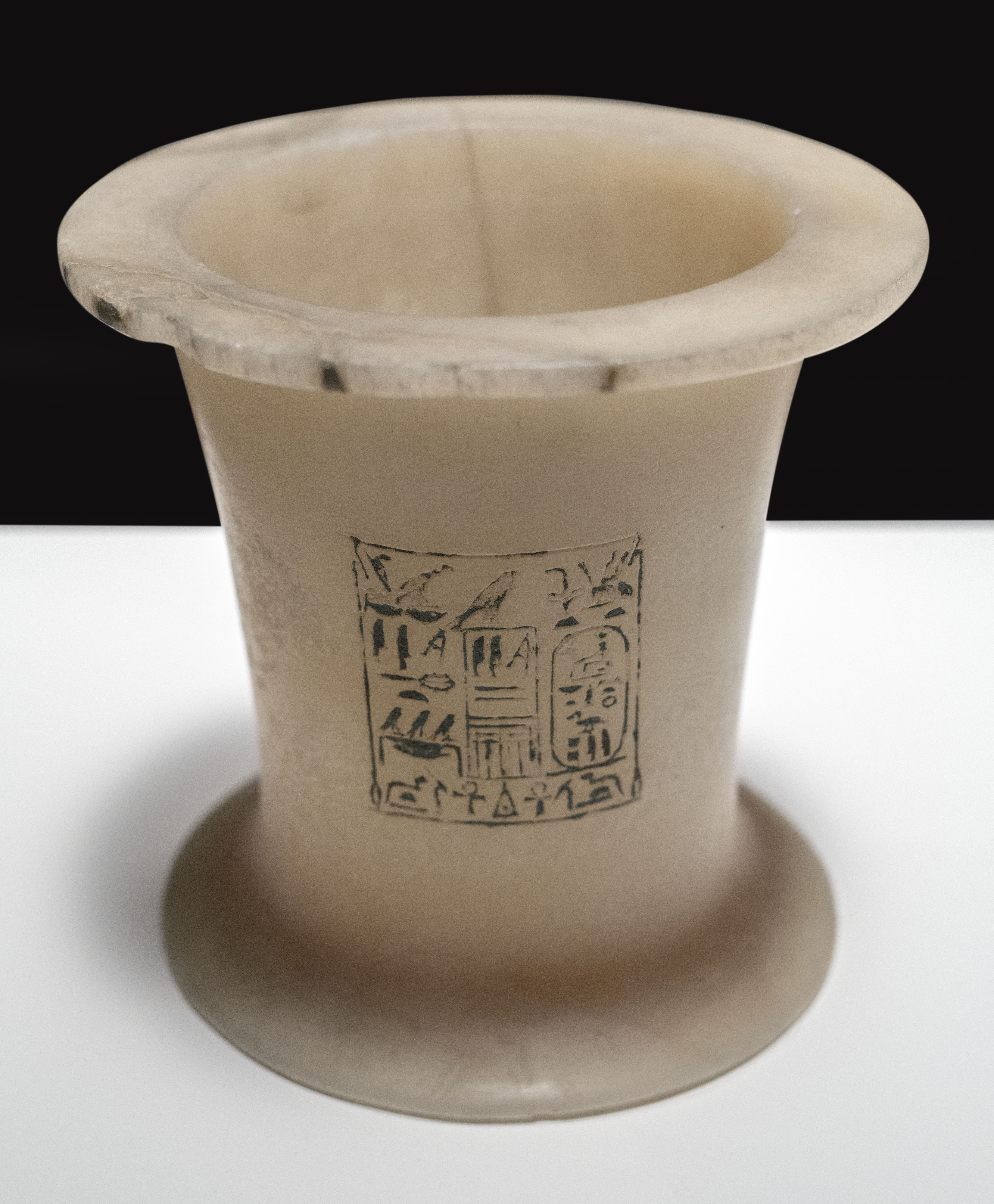
Museo Británico

La Heb Sed era de gran importancia para los reyes del Imperio Antiguo. Las representaciones de esta fiesta formaban parte de la decoración habitual de los templos vinculados al gobernante durante el Imperio Antiguo, tanto si el faraón la había celebrado realmente como si no. Un reflejo de la importancia de este acontecimiento en el caso de Pepi es que la administración estatal parece haber tenido la costumbre de mencionar su primer jubileo reiteradamente en los años posteriores a su celebración hasta el final de su gobierno con motivo de sus obras de construcción. Por ejemplo, el 25.º recuento de ganado de Pepi que se recoge en los anales reales de la Dinastía VI se asocia a su primera fiesta Sed, aunque probablemente tuvo lugar unos 19 años antes.

## Política

### Ascensión al trono

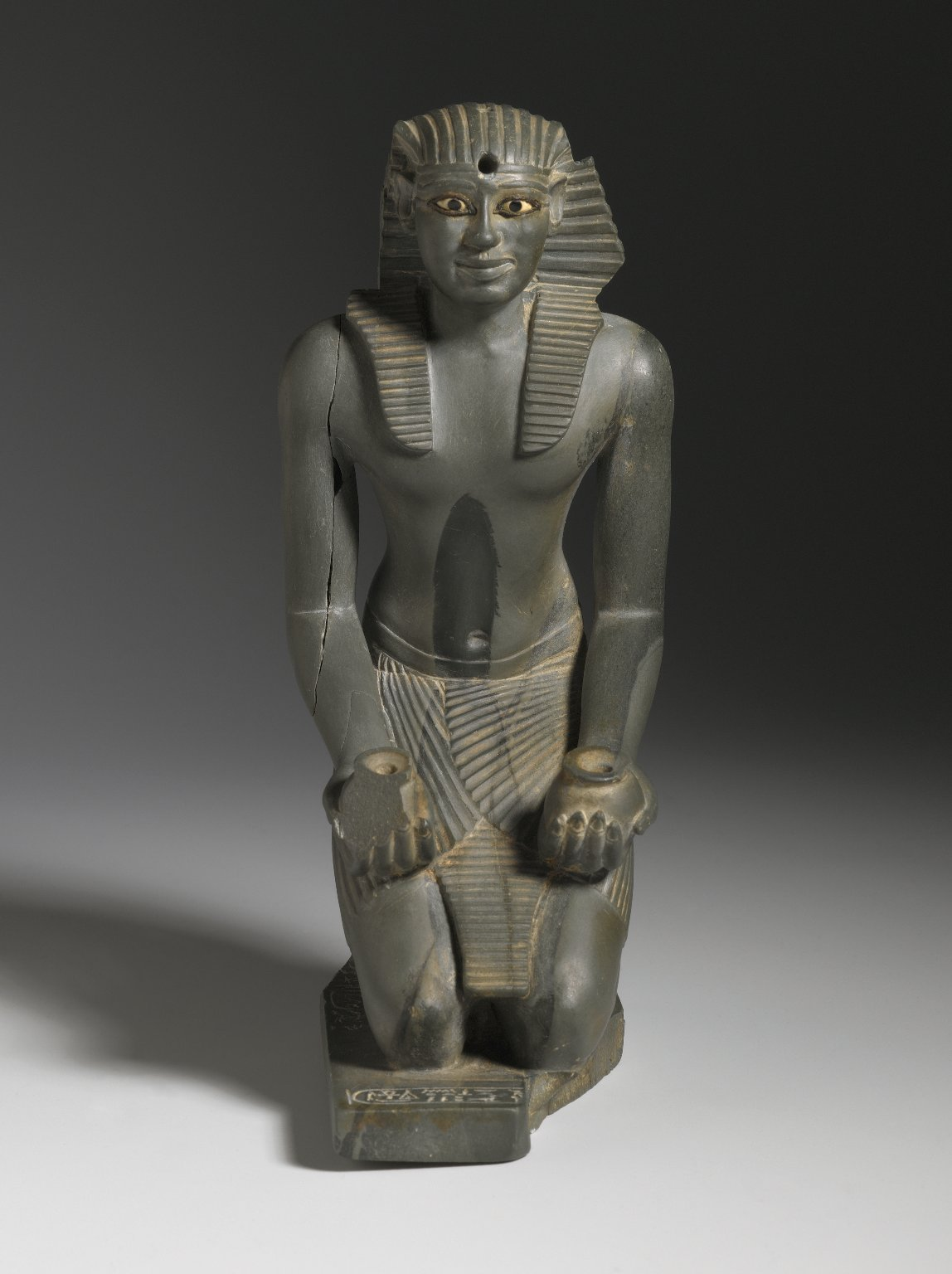
Estatuilla de Pepi I arrodillado (Museo Brooklyn)

Es posible que su ascensión al trono se produjera en tiempos de discordia. Manetón, que vivió casi 2000 años después de su reinado, afirma que Teti, el padre de Pepi, fue asesinado por sus propios guardias. El egiptólogo Naguib Kanawati apoya la afirmación de Manetón, señalando, entre otros aspectos, que durante el reinado de Teti aumentó considerablemente el número de guardias en la corte egipcia, que pasaron a ser responsables del cuidado cotidiano del rey. Asimismo, las figuras y los nombres de varios altos funcionarios de palacio representados en sus tumbas se han borrado intencionadamente, lo que podría ser un intento de damnatio memoriae dirigido a tres hombres en particular: el visir Hezi, el responsable de armas Mereri y el médico jefe Seankhuiptah. Estos hombres podrían estar, por tanto, implicados en el regicidio.
Es posible que Pepi fuera demasiado joven para ser rey. En cualquier caso, no sucedió inmediatamente a su padre, le sucedió Userkara, aunque su identidad y su relación con la familia real siguen siendo inciertas. Es posible que Userkara solamente ejerciera de regente con la madre de Pepi, Iput, ocupando el trono en el interregno hasta la mayoría de edad de Pepi. La aparente falta de resistencia a la posterior ascensión de Pepi apoya esta hipótesis.
Contrariamente a esta hipótesis, Kanawati ha argumentado que el corto reinado de Userkara —que tal vez duró solo un año— no pudo ser una regencia, ya que un regente no habría asumido una titulatura real completa como hizo Userkara, ni figuraría incluido en los cánones reales. En cambio, Userkara podría haber sido un usurpador y un descendiente de una rama colateral de la familia real de la Dinastía V que se hizo con el poder por un breve periodo de tiempo mediante un golpe de Estado, posiblemente con el apoyo de los sacerdotes del dios solar Ra. Esta hipótesis cuenta con una prueba indirecta a través del nombre teofórico de Userkara, que incorpora el nombre de Ra, una práctica de nomenclatura común durante la precedente Dinastía V que había caído en desuso desde el reinado de Unis. Una prueba arqueológica de la ilegitimidad de Userkara a los ojos de su sucesor es la ausencia de toda mención a él en las tumbas y biografías de los numerosos funcionarios egipcios que sirvieron tanto a Teti como a Pepi I. Por ejemplo, los visires Inumin y Khentika, que sirvieron tanto a Teti como a Pepi I, guardan un silencio absoluto sobre Userkara y en su tumba no se informa de ninguna de sus actividades durante su permanencia en el trono. En la tumba de Mehi, un guardia que vivió bajo el mandato de Teti, Userkara y Pepi, se encontró una inscripción que muestra que el nombre de Teti fue borrado primero para ser sustituido por el de otro rey, cuyo nombre fue a su vez borrado y sustituido de nuevo por el de Teti. Kanawati sostiene que el nombre intermedio era el de Userkara, a quien Mehi pudo haber transmitido su lealtad. El intento de Mehi de regresar a Teti no parece haber tenido éxito, ya que hay pruebas de que las obras de su tumba se detuvieron repentinamente y de que nunca fue enterrado allí.
Para el egiptólogo Miroslav Bárta, podrían haber surgido también problemas internos entre Pepi y los parientes de su padre. Bárta (2017) y Baud y Dobrev (1995) señalan la aparente decisión de Pepi de desmantelar el complejo funerario de su abuela paterna Sesheshet, a la vista de los bloques del complejo de esta reina que se encontraron reutilizados como material de construcción en el propio templo mortuorio de Pepi. En cambio el egiptólogo e historiador Wilfried Seipel no está de acuerdo con esta interpretación de que los bloques hayan sido reutilizados por Pepi, sino que considera que los bloques dan testimonio de la fundación por parte de Pepi de un memorial piadoso a su abuela. Paralelamente a su aparente distanciamiento de la línea paterna, Pepi transformó la tumba de su madre en una pirámide y le otorgó póstumamente un nuevo título, «Hija del Rey del Alto y Bajo Egipto», subrayando así su linaje real como descendiente de Unis, último gobernante de la Dinastía V.
Pepi escogió como nombre de Horus el de Mery-tawy, que significa «Aquel que es amado por las Dos Tierras», lo que para Nicolas Grimal es una clara indicación de que deseaba un apaciguamiento político en tiempos conflictivos. Por otra parte eligió como nombre regnal Nefersahor, que significa «Perfecta es la protección de Horus». Bárta añade que la grafía de Pepi de su propio nombre Mery-tawy es muy inusual, ya que eligió invertir el orden de los signos jeroglíficos que lo componen, colocando el signo de «Amado» antes del de «Dos Tierras» lo que, para Bárta y Yannis Gourdon, esta elección muestra la deferencia de Pepi hacia la poderosa nobleza del país, de la que dependía. Aunque no parece haber una relación directa entre el breve reinado de Userkara y una o varias conspiraciones posteriores contra él, esta muestra sugiere alguna forma de inestabilidad política en la época.

### Administración provincial

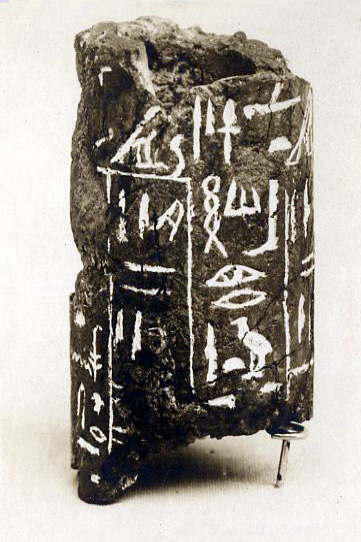
Sello cilíndrico de turquesa de un funcionario de Pepi I «Único compañero, sacerdote lector, que hace lo que se le ordena [...] conocedor de los secretos del rey»

Continuando un largo proceso iniciado a principios de la Dinastía V, el Imperio Antiguo de Egipto fue objeto de una creciente descentralización y regionalización. Las familias de las provincias o nomos desempeñaron un papel cada vez más importante, casándose con la familia real, accediendo a los más altos cargos de la administración del Estado y adquiriendo una fuerte influencia en la corte, al tiempo que consolidaban su dominio sobre las bases del poder regional mediante la creación de dinastías locales.
Estos procesos, ya en marcha durante el reinado de Pepi I, debilitaron progresivamente la primacía y dominio sobre su propia administración y acabaron dando lugar a los principados del Primer periodo intermedio. Tanto Teti como Pepi I parecen haber puesto en marcha varias políticas para contrarrestar esta situación. Ambos cambiaron la organización de la administración territorial durante sus reinados: se nombraron muchos gobernadores provinciales, especialmente en el Alto Egipto, mientras que el Bajo posiblemente quedó bajo administración real directa. Además, Pepi promovió la construcción de capillas Ka reales en todo Egipto para reforzar la presencia del faraón en las provincias. Estas costosas políticas parecen indicar que Egipto era próspero durante el reinado de Pepi. Pequeños centros provinciales en zonas históricamente asociadas a la corona adquirieron mayor importancia, lo que sugiere que los faraones de la Dinastía VI intentaron reducir el poder de las dinastías regionales mediante la contratación de altos funcionarios que no pertenecieran a ellas y fueran leales al faraón. Algunos de estos nuevos funcionarios no tienen antecedentes conocidos, lo que indica que no eran de extracción noble. Según el egiptólogo Juan Carlos Moreno García la movilidad de los altos funcionarios, que fueron trasladados de los puestos clave de poder a otras funciones, se produjo a un ritmo «sorprendente» bajo Teti y Pepi I, en lo que podría haber sido un intento deliberado de frenar la concentración de poder en manos de unos pocos funcionarios.
Los anales reales de la Dinastía VI, de los que solo se conserva legible una pequeña parte, recogen otras actividades durante el reinado de Pepi, como la ofrenda de leche y vacas jóvenes para una fiesta de Ra, la construcción de una «capilla sur» con motivo del año nuevo y la llegada de mensajeros a la corte. Se mencionan otras ofrendas de lapislázuli, ganado, pan y cerveza, para deidades como Horus y la Enéada.

### Conspiración

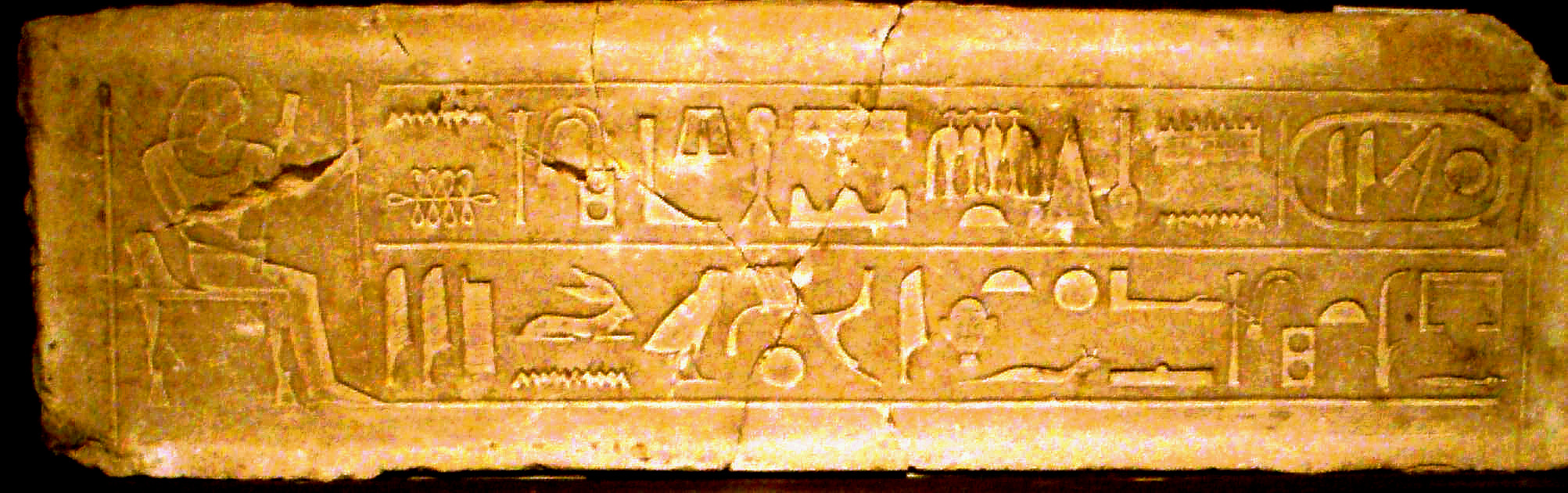
Uni representado en un dintel de su tumba con el nombre de la pirámide de Pepi I, Pepi Men-nefer, en la fila superior de jeroglíficos (Museo Egipcio Rosacruz)

En algún momento de su reinado, Pepi se enfrentó a una conspiración urdida por una de las consortes de su harén, de la que solo se conoce su título de «Weret-Yamtes». Aunque Uni, que actuó como juez durante el juicio posterior, no informa de la naturaleza precisa de su delito, esto demuestra al menos que la persona del rey no era intocable. Si la conspiración se produjo a principios de su reinado, como proponen Wilfried Seipel y Vivienne Callender, la reina en cuestión podría haber sido la madre de Userkara y consorte de Teti, no de Pepi. Sin embargo, la mayoría de los expertos coinciden con la tesis de Hans Goedicke de que la conspiración se produjo después de más de dos décadas de reinado. Para Goedicke, la reina podría haber sido la madre de Merenra. Nicolas Grimal y Baud ven esto como muy improbable y totalmente descabellado, respectivamente, ya que el hijo de esta reina habría sido castigado junto con ella. Otra opción es que la reina podría haber intentado sin éxito asegurar el trono para su hijo, cuyo nombre se ha perdido.
Quizá en respuesta a estos acontecimientos, Pepi cambió su nombre Nefersahor por Meryra (Amado de Ra), actualizando incluso las inscripciones del interior de su pirámide. Este cambio tardío en el que Pepi incorporó el nombre de Ra al suyo propio puede reflejar algún acuerdo con el influyente sacerdocio de este dios solar.
Por esta época Pepi se casó con dos hijas de Jui, el gobernador provincial de Abidos, lo que pudo haber servido para contrarrestar el debilitamiento de la autoridad del rey sobre el Medio y el Alto Egipto, asegurándose la lealtad de una familia poderosa. Para Baud y Christopher Eyre, esto también demuestra que durante la Dinastía VI el gobierno y el poder seguían estando determinados en gran medida por las relaciones familiares y no por la burocracia. La importancia política de estos matrimonios se confirma por el hecho de que, por primera y única vez hasta la Dinastía XXVI, unos 1800 años más tarde, una mujer, Nebet (la esposa de Jui), ostentó el título de visir del Alto Egipto, aunque los egiptólogos se plantean si este título era solo honorífico o si realmente asumía las funciones de visir. Posteriormente el hijo de Jui y Nebet, Dyau, también fue nombrado visir. Los matrimonios de Pepi podrían estar en el origen de una pauta que continuó desde finales de la VI hasta finales de la Dinastía VIII, por la que el templo de Min en Coptos —sede del gobierno de Jui— fue el centro de gran parte del patronato real. Los Decretos de Coptos, que recogen la concesión de exenciones fiscales al templo por parte de los faraones posteriores, así como los honores oficiales concedidos por los reyes a la familia gobernante local mientras la sociedad del Imperio Antiguo se derrumbaba, así lo evidencian.

### Fin del reinado. Posible corregencia
El final de su reinado puede haber sido igual de problemático que el inicio. Naguib Kanawati considera que Pepi tuvo que enfrentarse a otra conspiración contra él, en la que podría estar implicado su visir Rawer. Para apoyar su teoría, este egiptólogo señala que la imagen de Rawer en su tumba ha sido profanada, borrándole su nombre y las manos y los pies y que esta tumba está datada en la segunda mitad del reinado de Pepi basándose en su estilo; Kanawati también afirma que el objetivo de la conspiración podría ser la designación de otro heredero al trono en detrimento de Merenra. A causa de esta conspiración fallida, Pepi I pudo haber tomado la drástica medida de coronar a Merenra durante su propio reinado, originando así la primera corregencia documentada en la historia de Egipto. El clérigo y egiptólogo francés Étienne Drioton fue el primero en proponer que se produjera dicha corregencia. Un colgante de oro que incluye los nombres de Pepi I y Merenra I como reyes en vida, así como las estatuas de cobre de Hieracómpolis, de las que hablaremos más adelante, lo apoyan de manera indirecta. Por otra parte, Goedicke propone que una inscripción que menciona el décimo año de reinado Merenra en Hatnub, contradiciendo la indicación de Manetón de siete años, es una prueba de que Merenra fijó el inicio de su reinado antes del final del reinado de su padre, como lo haría una corregencia.
Sin embargo esta corregencia sigue ofreciendo dudas. Los anales reales de la Dinastía VI no ofrecen ninguna pista ni a favor ni en contra, pero la forma y el tamaño de la piedra en la que están inscritos los anales hacen más probable que Merenra no empezó a contar sus años de reinado hasta poco después de la muerte de su padre. Por otra parte, los anales reales mencionan la fiesta de la unión de las dos tierras relativa a Merenra, una fiesta que normalmente se celebra una vez, poco después de la muerte de un rey con el inicio del reinado de su sucesor. Dado que es muy poco probable que esta fiesta se celebrara dos veces en el caso de Merenra (es decir, una vez al inicio de la corregencia y otra a la muerte de su padre), Baud y Dobrev consideran probable que la fiesta se celebrara una sola vez a la muerte de Pepi (como sería lo normal) y, por tanto, todo lo escrito en los anales después de la mención de la fiesta debe haber registrado el único reinado de Merenra, hubiera existido o no una corregencia antes de ese momento. Aunque casi todas las inscripciones relativas al reinado único de Merenra son ahora ilegibles, el espacio disponible para ellas en los anales reales muestra que pudo ser rey único durante 11 o 14 años. Esto se puede determinar porque cada ocasión de un recuento de ganado se escribió en un cartucho dedicado y bien delimitado en los anales, y estos cartuchos son de un tamaño más o menos uniforme, lo que permite una estimación bastante aproximada del número máximo de cartuchos ilegibles. El hecho de que Merenra reinara más de una década como rey único no puede conciliarse fácilmente con la afirmación de Manetón de que solo reinó siete años haciendo referencia a siete años de reinado único más un número adicional de años como corregente, como habían propuesto los defensores de la corregencia, incluido Goedicke. Por su parte, el egiptólogo estadounidense William J. Murnane señala también que se desconoce el significado del colgante de oro, por lo que es difícil valorar su importancia en relación con la corregencia; las estatuas de cobre tampoco las considera concluyentes, ya que la identidad de la más pequeña y si originalmente formaban un grupo sigue siendo incierto.

### Campañas militares

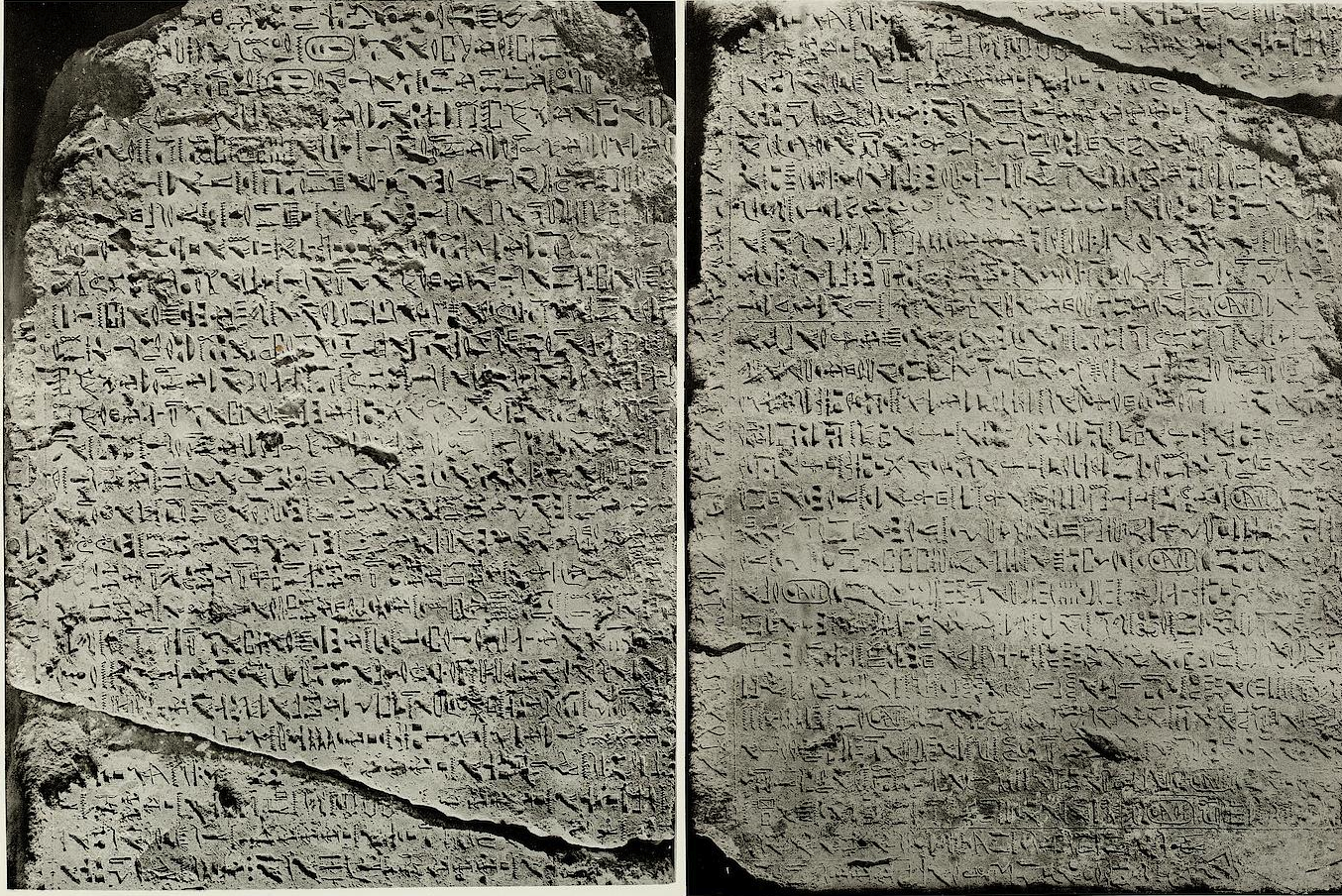
Autobiografía de Uni (Museo Egipcio de El Cairo)

Desde el punto de vista militar, el reinado de Pepi I estuvo marcado por una agresiva política de expansión en Nubia. Las paredes de las tumbas de Elefantina de nomarcas contemporáneos, vasos de alabastro con el cartucho de Pepi encontrados en Kerma e inscripciones encontradas en Tumas así lo indican. Los anales reales de la Dinastía VI también relatan al menos una campaña en Nubia. Aunque la narración de la campaña en la actualidad se encuentra en mal estado, según los egiptólogos Baud y Dobrev constó de tres fases: en primer lugar se enviaron mensajeros a Nubia para negociar y supervisar, a continuación tuvo lugar la campaña militar y, por último, se trajo un botín de hombres y bienes a Egipto para ofrecérselo al faraón.
Al noreste de Egipto, Pepi emprendió al menos cinco expediciones militares contra los «habitantes de la arena» del Sinaí y el sur de Canaán. Estas campañas se reflejan en las paredes de la tumba de Uni, que por aquel entonces era oficialmente un superintendente de palacio, pero al que se le asignaron tareas propias de un general. Uni afirma que ordenó a los nomarcas del Alto Egipto y de la región del delta del Nilo que «convocaran las levas de sus propios súbditos, y éstos, a su vez, convocaran a sus súbditos en todos los niveles de la administración local». Asimismo, también se reclutaron mercenarios nubios y se les dotó de la potestad de enrolar hombres y confiscar bienes, con lo que decenas de miles de hombres estaban a disposición de Uni. Este es el único texto que relata la creación de un ejército egipcio durante el Imperio Antiguo, lo que pone de manifiesto de manera indirecta la ausencia de un ejército regular y permanente por aquel entonces. El objetivo de este ejército era repeler a los pueblos semitas rebeldes o apoderarse de sus propiedades y conquistar sus tierras en el sur de Canaán, una acción motivada posiblemente por las intensas actividades comerciales entre Egipto y esta región. Los egipcios emprendieron una campaña hasta lo que probablemente fuese el monte Carmelo o Ras Kouroun (una pequeña montaña cerca del lago Bardawil), desembarcando tropas en la costa utilizando barcos de transporte. Uni informa de que se destruyeron ciudades amuralladas, se destruyeron higueras y vides, y se quemaron santuarios locales.

## Economía

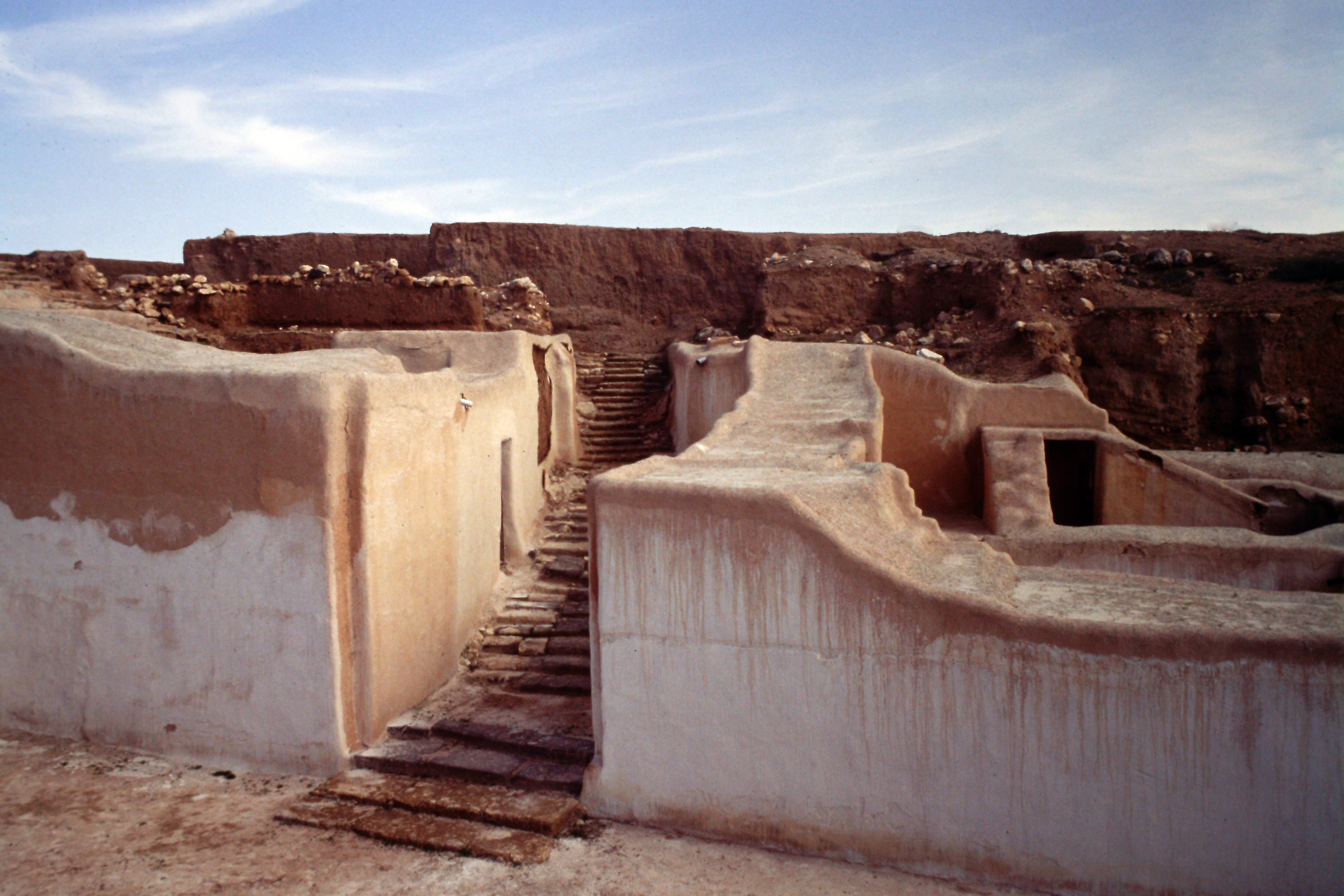
Ruinas del palacio real de Ebla, c. 2300 a. C.

Su reinado marca el apogeo de la política exterior de la Dinastía VI de Egipto, con un comercio floreciente, varias expediciones en busca de minas y canteras y grandes campañas militares.

### Comercio exterior y minería
El comercio con los asentamientos situados a lo largo de la costa levantina, que ya existía durante la Dinastía V, parece haber alcanzado su máximo nivel bajo Pepi I y Pepi II. Su principal socio comercial podría haber sido Biblos, donde se han encontrado docenas de inscripciones en vasijas de piedra con cartuchos de Pepi, y un gran vaso de alabastro con el título de Pepi y que conmemora su jubileo en el templo de Baalat Gebal. Un alto funcionario, Iny, sirvió a Pepi durante varias expediciones con éxito a Biblos, por lo que el rey le otorgó el nombre de «Inydjefaw», que significa 'el que regresa con provisiones'. A través de Biblos, Egipto tuvo contactos indirectos con la ciudad de Ebla, en la actual Siria. Esta relación con Ebla la establecen los vasos de alabastro con el nombre de Pepi encontrados cerca de su palacio real G, destruido en el siglo XXIII a. C., posiblemente por el Imperio acadio durante el reinado de Sargón. Las expediciones comerciales partían de Egipto hacia el Levante desde un puerto del delta del Nilo conocido como Ra-Hat 'la primera desembocadura [del Nilo]'. Este comercio beneficiaba a la cercana ciudad de Mendes, de la que probablemente procedía uno de los visires de Pepi. Otros contactos con Canaán pueden deducirse de una estatua de Pepi, que al parecer fue desenterrada en Gézer, pero que se ha perdido.
Se mantuvieron las expediciones y actividades mineras que ya se venían realizando en la V y principios de la Dinastía VI. Entre ellas se incluye al menos una expedición de trabajadores y su escolta militar a las minas de turquesa y cobre de Uadi Maghara, en la península del Sinaí, alrededor del trigésimo sexto año de Pepi en el trono. Es muy probable que esta expedición partiera de Egipto desde el puerto de Ain Sujna, en la costa del mar Rojo, que estaba activo durante el reinado de Pepi. El mismo puerto pudo ser también el origen de una expedición al sur del mar Rojo, posiblemente a Punt, como atestigua la obsidiana etíope descubierta en el lugar. También se realizaron una o varias expediciones a Hatnub, donde se extrajo alabastro al menos una vez en el 49.º año de reinado de Pepi, así como viajes a Gebel el-Silsila y a la isla de Sehel. También es posible que una expedición comercial en busca de lapislázuli y plomo o estaño llegara más al sur, a través de Mirgissa. La grauvaca y la limolita para los proyectos de construcción procedían de las canteras de Uadi Hammamat, donde unos ochenta grafitos mencionan a Pepi I. Al mismo tiempo, una extensa red de rutas de caravanas atravesaba el desierto occidental de Egipto, como por ejemplo desde Abydos hasta el oasis de Kharga y desde allí hasta los oasis de Dajla y Selima.

### Política interior
Las explotaciones agrícolas de las provincias dependientes de la corona durante la dinastía anterior fueron sustituidas por nuevas entidades administrativas, los ḥwt, que eran centros agrícolas que controlaban terrenos, ganado y trabajadores. Junto con los templos y los dominios reales, estos numerosos ḥwt constituían una red de depósitos accesibles a los enviados reales y desde los que se podían recaudar fácilmente los impuestos y las labores. Este modelo de organización territorial se mantuvo durante casi 300 años después del reinado de Pepi I, hasta los albores del Imperio Medio.
Decretó exenciones fiscales a varias instituciones. Concedió una exención a una capilla dedicada al culto de su madre situada en Coptos. Se ha conservado otro decreto en una estela descubierta cerca de la Pirámide Acodada de Dahshur, por el que en su 21.º año de reinado, Pepi concede exenciones a las personas que prestaban servicio en las dos ciudades piramidales de Seneferu:

Mi majestad ha ordenado que estas dos ciudades piramidales estén exentas para él en el transcurso de la eternidad de hacer cualquier trabajo de palacio, de hacer cualquier trabajo forzado en cualquier parte de la residencia real en el transcurso de la eternidad, o de hacer cualquier trabajo forzado a la orden de cualquiera en el transcurso de la eternidad.

El egiptólogo David Warburton considera estas exenciones fiscales de carácter perpetuo como capitulaciones de un rey enfrentado a una corrupción generalizada. Ya fuera por motivos religiosos o políticos, las exenciones creaban precedentes que animaban a otras instituciones a solicitar un trato similar, debilitando el poder del Estado a medida que se iban acumulando.
Otras actividades internas relacionadas con la agricultura y la economía pueden deducirse de las inscripciones encontradas en la tumba de Nekhebu, un alto funcionario perteneciente a la familia de Senedyemib Inti, visir de finales de la Dinastía V; Nekhebu informa sobre la supervisión de las excavaciones de canales en el Bajo Egipto y en Cusae, en el Egipto Medio.

## Proyectos arquitectónicos

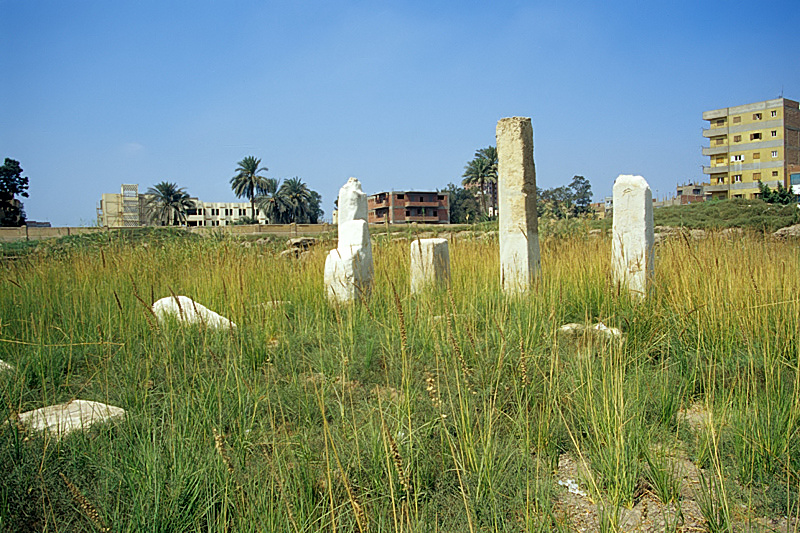
Ruinas de la capilla Ka de Pepi I en Bubastis

Pepi I realizó numerosas construcciones en todo Egipto, hasta el punto de que en 1900 el egiptólogo británico Flinders Petrie afirmó que «este rey ha dejado más monumentos, grandes y pequeños, que cualquier otro gobernante anterior a la Dinastía XII». Su homólogo francés Jean Leclant llegó a una conclusión similar en 1999 y consideró que su gobierno marcó el apogeo del Imperio Antiguo debido a la gran cantidad de actividades de construcción, reformas administrativas, comercio y campañas militares de la época. Pepi dedicó la mayor parte de sus esfuerzos constructivos a los cultos locales y a las capillas Ka reales, aparentemente con el objetivo de afianzar la posición y la presencia del rey en las provincias.

### Capillas Ka
Las capillas Ka eran pequeños locales de culto que constaban de una o varias cámaras para albergar ofrendas dedicadas al culto del Ka de un difunto o, en este caso, del faraón. Este tipo de capillas dedicadas a Pepi I o bien fueron descubiertas o se conocen a través de fuentes contemporáneas del monarca en Hieracómpolis, Abidos, la región central del delta del Nilo, en Menfis, Zawyet el-Meytin, Asiut, Qus y más allá del valle del Nilo en Balat, un asentamiento del oasis de Dajla, así como dos capillas en Bubastis y probablemente más de una en Dendera; también se cree que existió otra capilla en El Kab, donde unas inscripciones en roca hacen referencia a su culto funerario. Todos estos edificios probablemente eran adyacentes o estaban en el interior de templos más grandes que desarrollaban numerosas actividades de culto, como en el caso de la capilla de Abidos, que estaba junto al templo de Jentiamentiu. Para el egiptólogo Juan Moreno García, esta proximidad demuestra el poder directo que el rey seguía teniendo sobre las actividades económicas y los asuntos internos de los templos durante la Dinastía VI.

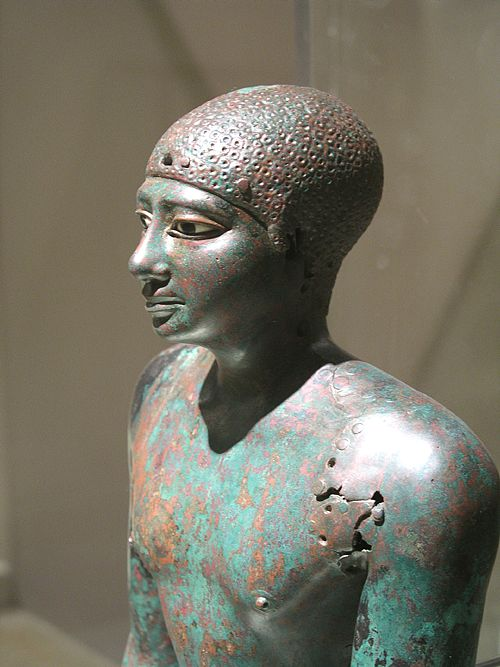
La estatua de cobre más pequeña de Hieracómpolis, que representa a Merenra o a un joven Pepi I

En un almacén subterráneo bajo la capilla Ka de Pepi de Hieracómpolis, el egiptólogo James Quibell descubrió una estatua del rey de la Dinastía II Jasejemuy, un cachorro de león de terracota fabricado en la época Tinita, una máscara de oro que representaba a Horus y dos estatuas de cobre. Estas estatuas, que originalmente se habían fabricado martillando placas de cobre sobre una base de madera, habían sido desmontadas, colocadas una dentro de la otra y luego selladas con una fina capa de cobre grabado con los títulos y nombres de Pepi I «en el primer día del Heb Sed». Las dos estatuas estaban simbólicamente «pisoteando Los Nueve Arcos», una representación simbólica de los súbditos extranjeros conquistados por Egipto. Mientras que la inscripción revela la identidad de la figura adulta de mayor tamaño como Pepi I, la identidad de la estatua más pequeña que muestra a una persona más joven sigue sin resolverse. La hipótesis más extendida entre los egiptólogos es que el joven representado es Merenra. Como escriben Alessandro Bongioanni y Maria Croce: «[Merenra] fue asociado públicamente como sucesor de su padre con motivo del Jubileo [la fiesta del Heb Sed]. La colocación de su efigie de cobre dentro de la de su padre reflejaría, por tanto, la continuidad de la sucesión real y el paso del cetro real de padre a hijo antes de que la muerte del faraón pudiera provocar una ruptura dinástica.», aunque como alternativa también han propuesto que la estatua más pequeña podría representar a «un Pepy I más joven, revigorizado por la celebración de las ceremonias del Jubileo».

### Templos
La estrecha relación entre las capillas Ka y los templos a las deidades podría haber fomentado las actividades de construcción de estos últimos. Por ejemplo, el complejo de Bubastis de Pepi I incluía un muro perimetral de 95 × 60 m con una pequeña capilla Ka rectangular con ocho pilares cerca de su extremo norte. Este complejo se encontraba en las inmediaciones del templo principal del Imperio Antiguo dedicado a la diosa Bastet. En Dendera, donde se ha descubierto un fragmento de estatua de Pepi I sentado, mandó restaurar el complejo de templos dedicados a la diosa Hathor; parece que Pepi tenía especial interés en que se le asociara con ella, utilizando el epíteto «hijo de Hathor de Dendera» en numerosas vasijas encontradas en todo Egipto y en otros países. En Abidos construyó una pequeña capilla tallada en la roca dedicada al dios local Jentiamentiu, donde se le vuelve a denominar «Pepi, hijo de Hathor de Dendera». Pepi también se refería a sí mismo como hijo de Atum de Heliópolis, una prueba directa del afianzamiento de los cultos heliopolitanos de la época.
En Elefantina, en la frontera sur de Egipto, se han descubierto varias placas de fayenza con el cartucho de Pepi en el templo de Satet, lo que puede reflejar el interés de la realeza por el culto local. En el mismo lugar se descubrió una estatua de alabastro de un mono con sus crías que lleva la cartela de Pepi I, pero probablemente fue un regalo del rey a un alto funcionario que luego lo dedicó a Satet. En este templo construyó una naos o santuario de granito rojo, destinada a albergar la estatua de la diosa, o bien una del propio Pepi I, lo que indicaría que la naos era otra capilla Ka. En este santuario, de 1,32 m de altura, está grabado el cartucho de Pepi I y el epíteto «amado de Satet». Parece que el faraón llevó a cabo obras más amplias en el templo, posiblemente reorganizando su disposición con la adición de muros y un altar. Las tablillas de fayenza que llevan su cartucho pueden ser ofrendas fundacionales realizadas al inicio de las obras, aunque esta afirmación ha sido cuestionada. Para el egiptólogo David Warburton, los reinados de Pepi I y II marcan el primer periodo en el que se construyeron en Egipto pequeños templos de piedra dedicados a deidades locales.

### Complejo de pirámides

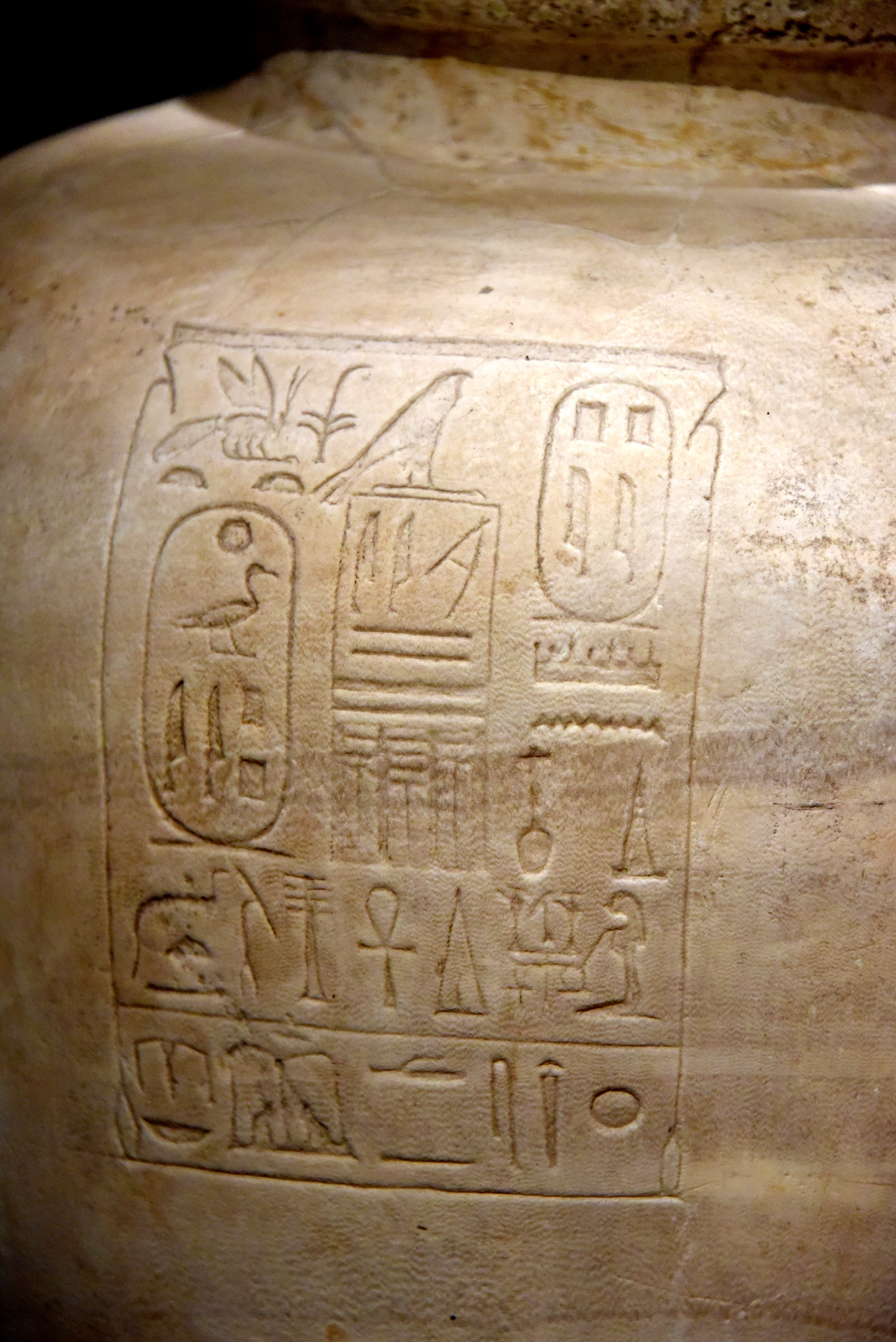
Jarra de calcita-alabastro que contiene los cartuchos de Pepi I, el nombre de su complejo de pirámides y su primer Heb Sed (Neues Museum, Berlín)

Mandó construir un complejo de pirámides en el sur de Saqqara, al que llamó Men-nefer-Pepi, que podría traducirse, dependiendo del autor, como «El esplendor de Pepi es duradero», «La perfección de Pepi está establecida», «La belleza de Pepi perdura» o «La perfección de Pepi perdura». El nombre abreviado Mennefer de este complejo de pirámides acabó convirtiéndose en el nombre de la cercana capital de Egipto, que originalmente se llamaba Ineb-hedj. El nombre egipcio derivó al griego Menfis, actual nombre de esta antigua ciudad. El complejo mortuorio de Pepi I está rodeado en su extremo suroeste por una necrópolis construida durante su propio reinado y el de Merenra y Pepi II. La necrópolis albergaba las pirámides de las consortes de Pepi I y sus respectivos templos funerarios.

#### Pirámide principal
La pirámide principal del complejo se construyó siguiendo el modelo de las pirámides reales desde tiempos del faraón Dyedkara Isesi, unos 80 años antes: una parte central de seis escalones de altura con pequeños bloques de piedra caliza unidos con mortero de arcilla y revestidos con finos bloques de piedra caliza. La pirámide, hoy en día en ruinas, tenía una base de 78,75 m de longitud que convergía en su vértice a unos 53° y tenía una altura de 52,5 m. Sus restos forman ahora un reducido montículo de 12 m, que contiene una fosa en el centro excavada por ladrones de piedras.
A la base de la pirámide se accedía desde la capilla norte, hoy desaparecida. Desde la entrada, un corredor descendente da paso a un vestíbulo que conduce al pasaje horizontal. En la mitad del pasaje, tres bóvedas de granito protegen las cámaras. Como en las pirámides precedentes, la base contiene tres cámaras: una antecámara en el eje vertical de la pirámide, un serdab con tres huecos al este y una cámara funeraria que contiene el sarcófago del rey al oeste. Extraordinariamente, la caja canópica de granito rosa enterrada a los pies del sarcófago se conserva intacta. Junto a ella se descubrió un paquete de vísceras que se supone que pertenecía al faraón. Se desconoce la procedencia de un fragmento de momia y de unos finos envoltorios de lino descubiertos en la cámara funeraria, pero se cree que pertenecen a Pepi I.
Las paredes de la antecámara, la cámara funeraria y gran parte del corredor están cubiertas con columnas verticales con inscripciones jeroglíficas. Los jeroglíficos están pintados en verde con malaquita y goma arábiga, color que simboliza la renovación. Su sarcófago también tiene inscripciones con los títulos y nombres del rey en su lado este, como parte de un conjunto más amplio de conjuros que incluye textos en la parte inferior de las paredes norte y sur frente al sarcófago, y en una línea que atraviesa la parte superior de las paredes norte, oeste y sur de la cámara. El conjunto de textos comprende 2263 columnas y líneas de texto de 651 hechizos, de los cuales 82 son exclusivos de la pirámide de Pepi. Se trata del corpus más extenso de Textos de las Pirámides del Imperio Antiguo. La práctica de incluir textos en el interior de la pirámide fue iniciada por Unis a finales de la Dinastía V, pero se descubrió por primera vez en la pirámide de Pepi I en 1880. Su función, como la de toda la literatura funeraria egipcia, era permitir la reunificación del Ba y el Ka del gobernante, lo que conduciría a la transformación en un Aj y asegurar su vida eterna entre los dioses del cielo.

#### Templo mortuorio

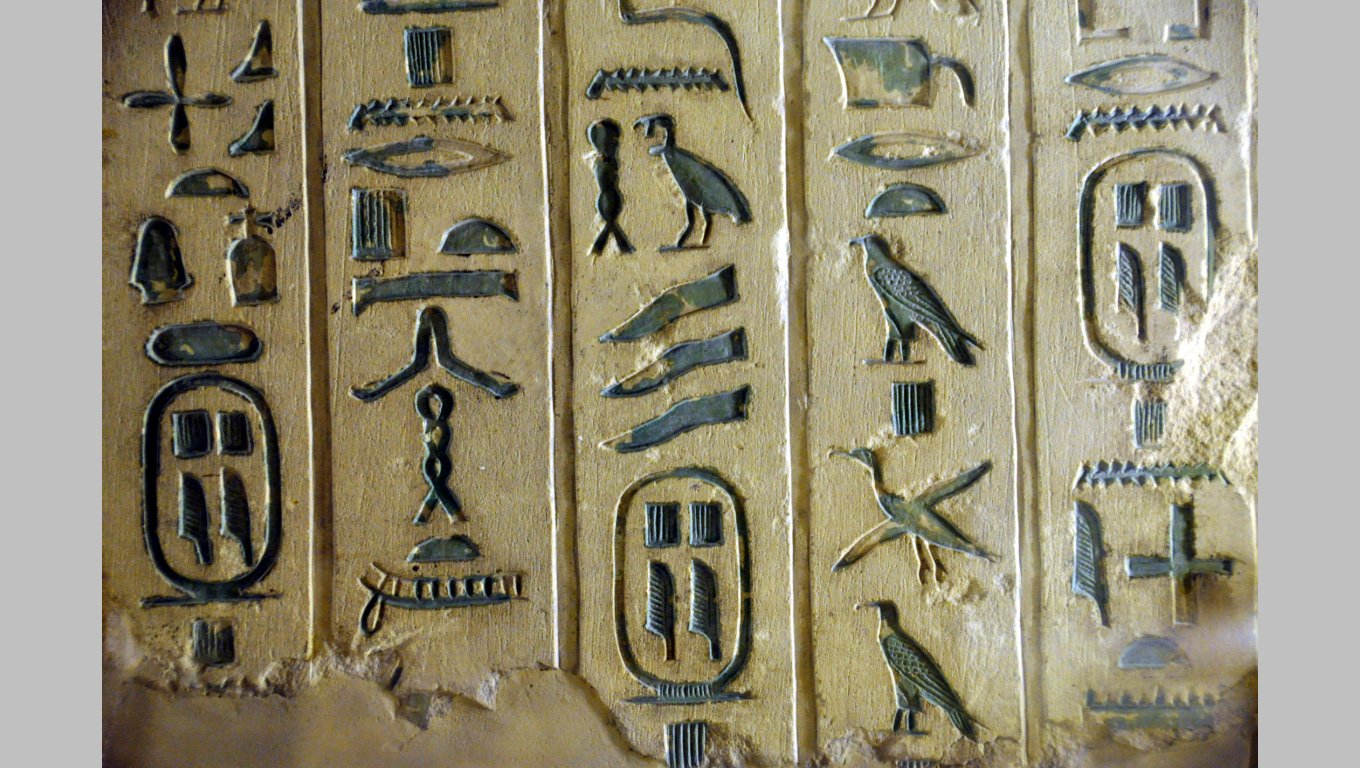
Fragmentos de los Textos de las Pirámides de Pepi I en el sur de Saqqara, actualmente en el Museo Petrie}}

La pirámide de Pepi formaba parte de un complejo funerario más amplio que incluía una pequeña pirámide de culto y un templo mortuorio rodeado por un muro exterior. La finalidad de la pirámide de culto sigue sin estar clara. Aunque tenía una cámara funeraria, nunca se utilizó como tal y debió de ser una estructura meramente simbólica. Es posible que albergara el Ka del faraón, o una pequeña estatua del rey, y que se utilizara para las representaciones rituales relacionadas con el entierro y la resurrección del espíritu del Ka durante el Heb Sed. Durante las excavaciones de la pequeña pirámide de culto se encontraron fragmentos de estatuas, trozos de estelas y mesas de ofrendas que indican que el culto funerario de Pepi todavía se realizaba en el Imperio Medio.
Un templo en el valle junto al Nilo y una calzada que conducía desde este templo hasta la pirámide en la meseta del desierto completaban el conjunto. El templo principal, situado junto a la pirámide, estaba diseñado siguiendo un esquema normalizado, por lo que era prácticamente igual a los templos de Dyedkara Isesi, Unis y Teti. El templo tenía un vestíbulo de entrada de unos 6,29 m de altura, hoy en día casi completamente destruido, que conducía a un patio abierto con columnas. El vestíbulo estaba bordeado de unos almacenes al norte y al sur. El templo interior contenía una capilla con cinco nichos para estatuas, una sala de ofrendas y otras cámaras internas. Es posible que tanto el templo mortuorio como la calzada estuvieran cubiertos por estatuas de cautivos atados y arrodillados que representaban a los enemigos tradicionales de Egipto. Tanto el templo como la calzada se encuentran actualmente muy dañados debido a la actividad de los trabajadores encargados de crear cal viva, que extraían y quemaban las piedras de construcción para convertirlas en mortero y cal en épocas posteriores. En particular, la ubicación original de las estatuas sigue siendo incierta, ya que habían sido desplazadas, listas para ser vertidas en un horno de cal.

### Necrópolis
El complejo mortuorio de Pepi era el centro de una necrópolis más amplia que comprendía las tumbas de la familia real y las de los altos funcionarios de la administración estatal, incluida una tumba para Uni. Pepi hizo construir pirámides para sus consortes al sur y al suroeste de su pirámide. Todas ellas estaban situadas fuera del muro del complejo, pero dentro de una zona delimitada por una calle al oeste. Tres de las pirámides de las reinas principales se construyeron siguiendo un eje este-oeste, cada una con una base de unos 20 m. Los antiguos egipcios se referían a las titulares de estas pirámides como la «Reina del Este», la «Reina del Centro» y la «Reina del Oeste».

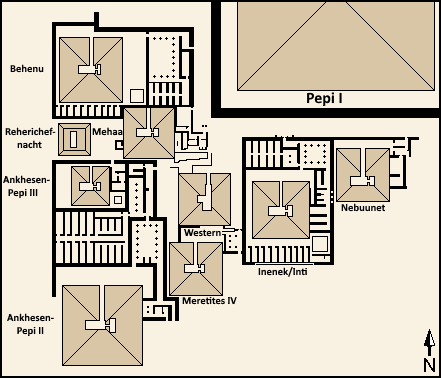
Trazado de la necrópolis de Pepi I

#### Pirámide de Nebwenet
La pirámide de la Reina del Este pertenecía a Nebwenet, cuyo nombre, imagen y títulos se conservan en una jamba desprendida descubierta en el templo mortuorio adjunto. La pirámide tenía una base de 26,2 m, por lo que su tamaño era similar al de las demás pirámides de la necrópolis. En su cara norte había una pequeña capilla de adobe, que albergaba un altar de piedra caliza, hoy roto. A las subestructuras de la pirámide se accedía desde un pasillo descendente que conducía primero a una antecámara y, desde allí, a la cámara funeraria situada ligeramente al sur del vértice de la pirámide. En esta cámara se encontraron fragmentos de sarcófago de granito rosa y piezas de alabastro con inscripciones. Al este había un serdab y algunos restos de equipo funerario.

#### Pirámide de Inenek-Inti
Al oeste de la pirámide de la Reina del Este, se encontraba la de la Reina del Centro, Inenek-Inti. El nombre, la imagen y los títulos de esta reina están inscritos en las jambas y en dos obeliscos de 2,2 m de altura pintados de rojo a ambos lados de la puerta del templo mortuorio, lo que indica que Inenek-Inti fue enterrada allí. Con una base de 22,53 m, el tamaño y la disposición de la pirámide son similares a la de Nebwenet, con la salvedad de que la cámara funeraria se encuentra justo debajo del vértice de la pirámide. Allí se descubrieron fragmentos de un sarcófago de grafito y piezas de vasijas de piedra. A diferencia de la cámara funeraria de Anjesenpepi II, la de Inenek-Inti no tenía inscripciones en sus paredes. El templo mortuorio de Inenek era mucho más grande que el de Nebwenet, y rodeaba su pirámide por sus lados este, norte y sur. El complejo de Inenek también incluía una pequeña pirámide de culto, de 6,3 m de base, en la esquina sureste del templo mortuorio.

#### Reina del Oeste
Al oeste de la pirámide de Inenek se encuentra la de la Reina del Oeste. La identidad de la titular de esta pirámide se conserva en un obelisco delante de su pirámide como «la hija mayor del rey». La pirámide tenía una base de unos 20 m, similar a las de Inenek y Nebwenet, y actualmente tiene 3 m de altura. La entrada a la estructura se realiza por la cara norte. La cámara funeraria se encuentra bajo el eje vertical de la pirámide. La ubicación del serdab es poco común, ya que se encuentra al sur de la cámara funeraria en lugar de al este. En su interior se encontraron numerosos restos de elementos funerarios, como pesas de madera, plumas de avestruz, anzuelos de cobre y vasijas de arcilla cocida, pero ninguno llevaba el nombre de su titular. Cuenta con un templo mortuorio construido apresuradamente, con una sala de ofrendas y una habitación con dos nichos para estatuas. Los fragmentos de relieves descubiertos representan escenas de procesiones y estancias, junto con un cartucho incompleto con el nombre de Pepi I.

#### Pirámide de AnjesenpepiII

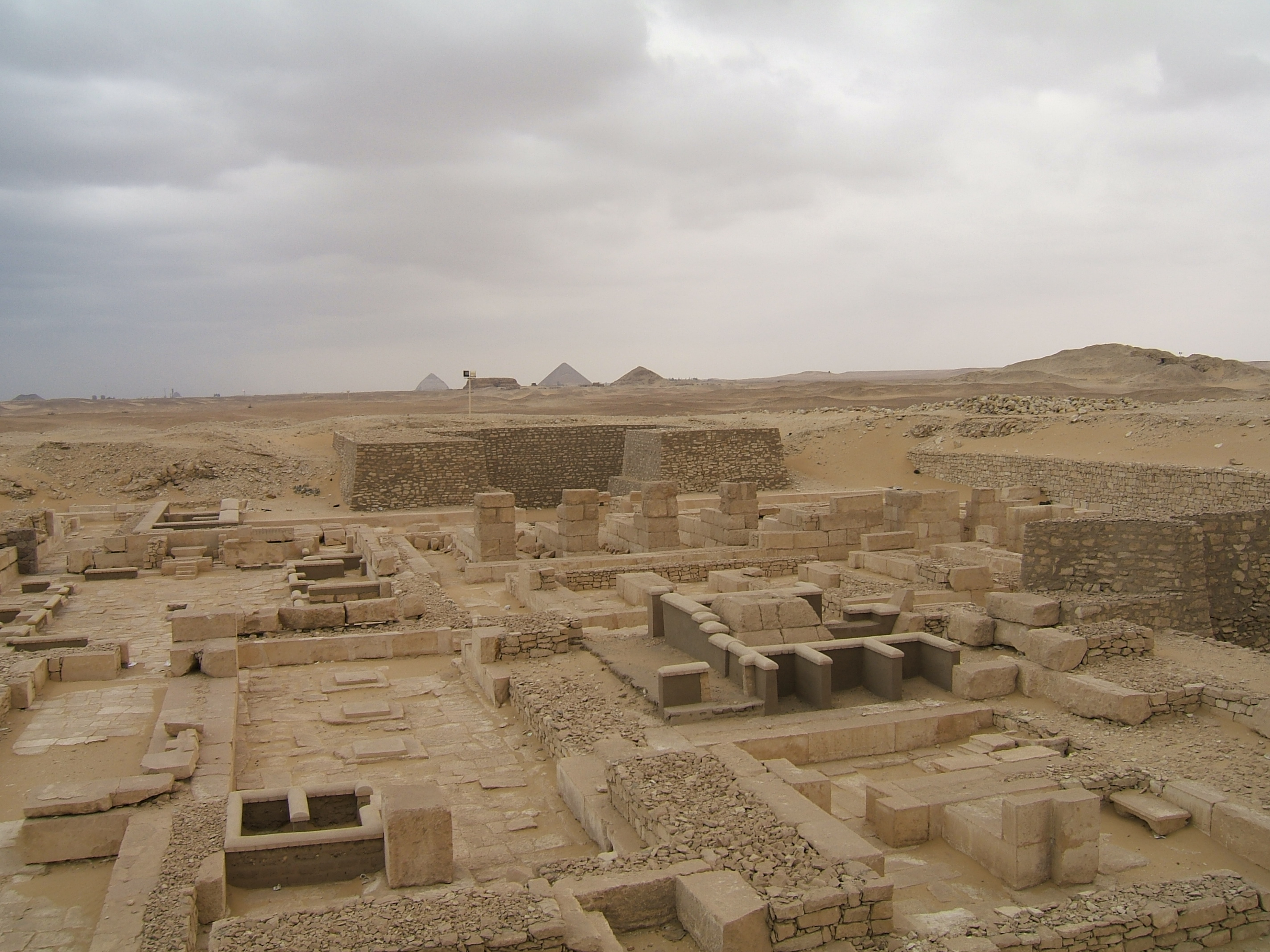
Vista de las pirámides y templos de Anjesenpepi II y III en la necrópolis de Pepi I

La pirámide de Anjesenpepi II ocupa el extremo suroeste de la necrópolis de Pepi. Con una base de 31,4 m, la pirámide llegó a alcanzar los 30 m de altura, lo que la convierte en la mayor de las pirámides de las reinas. El complejo funerario de Anjesenpepi II era también el más grande de la necrópolis, a excepción del del propio Pepi, con una superficie de 3500 m². Comprendía un templo mortuorio al norte de la pirámide y 20 salas de almacenamiento de ofrendas. El complejo funerario de la reina tenía una entrada monumental con un marco de granito, cuyo dintel con el nombre y los títulos de la reina medía más de 3,6 m de ancho y pesaba más de 17 toneladas. En la cara norte de la pirámide, a la entrada de las infraestructuras, había una pequeña capilla. Los relieves pintados, de los que solo se han encontrado escasos restos, incluida una pequeña escena que representa a la reina y a una princesa en una barca entre plantas de papiro, adornaban el templo funerario adjunto. Las paredes de la cámara funeraria estaban inscritas con conjuros de los textos de las pirámides, un privilegio que era exclusivo de los reyes. En el lugar se descubrieron fragmentos de un sarcófago de basalto negro.

#### Pirámide de Behenu
Con una base de 26,2 m, la pirámide de la reina Behenu tenía un tamaño y una disposición similares a las otras pirámides de reinas de la necrópolis. Situada en el extremo occidental de la necrópolis, justo al noroeste de la tumba de Mehaa, sobre la que se adentra, el templo mortuorio de Behenu estaba en la cara sur de la pirámide, con una pirámide de culto en su esquina sureste. La entrada del templo, flanqueada por dos obeliscos de granito, conducía a varias estancias que albergaban estatuas y altares de ofrendas, mientras que otras diez habitaciones servían de almacén. La cámara funeraria medía 6,24 × 2,88 m, y sus paredes estaban inscritas con numerosos conjuros de los Textos de las Pirámides. Allí se desenterró la cabeza de una estatua de madera de la reina, así como su sarcófago de basalto abierto.

#### Pirámide de Mehaa
Mehaa fue enterrada en una pirámide en la esquina suroeste del muro del recinto de Pepi. Justo al lado de la cara oriental de la pirámide de Mehaa estaba su templo mortuorio, donde se descubrió un relieve con el nombre y la imagen del príncipe Hornetjerykhet, su hijo. La pirámide de Mehaa está atravesada por la de Behenu, lo que demuestra que Mehaa fue consorte de Pepi I a principios de su reinado, mientras que Behenu vivió en la última parte.

## Legado

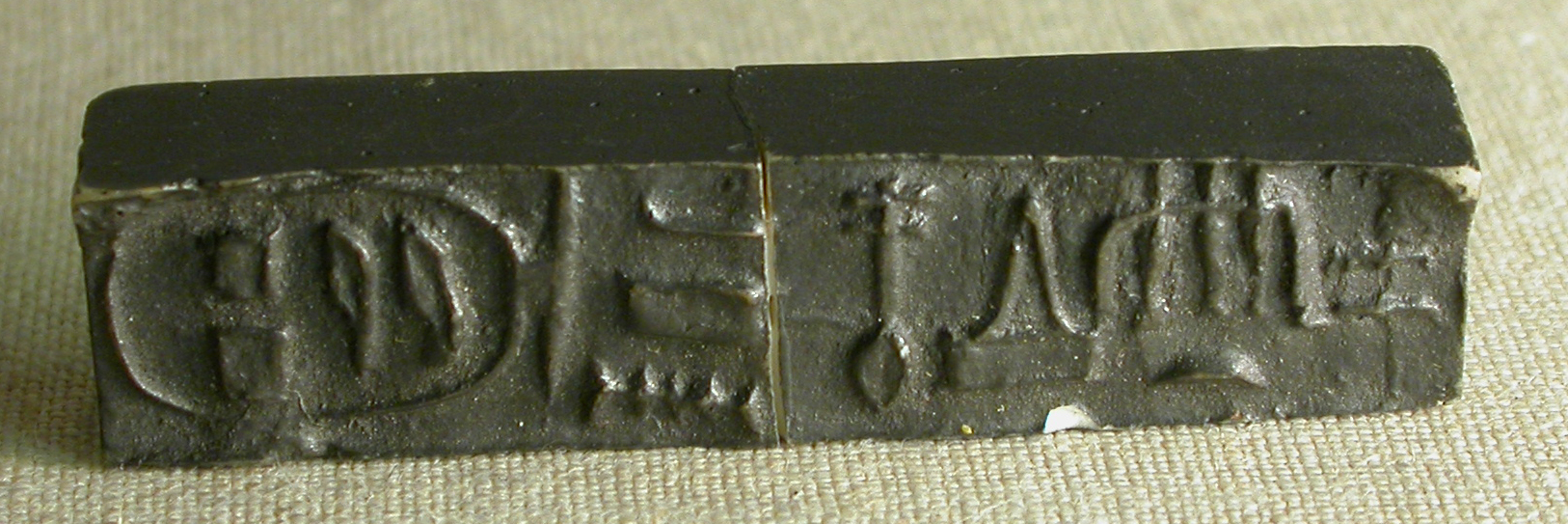
Sello cilíndrico de esteatita perteneciente a un terrateniente que servía en el complejo piramidal de Pepi

### Imperio Antiguo
Pepi I fue objeto de culto funerario tras su muerte y se celebraron rituales en su complejo funerario hasta el Imperio Medio. Por tanto, su culto continuó celebrándose durante el Primer periodo intermedio, con apenas breves interrupciones de las actividades de culto en momentos de importante inestabilidad política.
Dado que los miembros de la familia real y los altos funcionarios continuaron siendo enterrados en la necrópolis junto a la pirámide de Pepi durante los reinados de Merenra y Pepi II, incluidos Anjesenpepi II y III y la hija de Pepi, Meritites, la necrópolis de Pepi creció y acogió inhumaciones de los altos funcionarios, como el visir Uni. A partir del reinado de Pepi II, la necrópolis también albergó sepulturas de particulares, así como la veneración popular hacia él y sus consortes, un hecho confirmado por el hallazgo de numerosas ofrendas en todo el yacimiento.

### Imperio Medio
La conquista de Egipto bajo el reinado de Mentuhotep II parece haber interrumpido todas las actividades en la necrópolis, pero se reanudaron hacia el final de la Dinastía XI, cuando se recuperó el culto funerario de Pepi auspiciado por el Estado, aunque de forma más limitada que antes. En esta época, las actividades de culto privado parecen cesar en la necrópolis principal de Pepi, concentrándose sobre todo en el propio su templo mortuorio, principalmente en torno a sus estatuas, por entonces accesibles a los altos funcionarios que participaban en el culto del faraón. El abandono de ciertas partes del templo mortuorio y de la necrópolis de las reinas dio lugar a la instalación de nuevas tumbas; la más destacada fue la del alto funcionario Reheryshefnakht, que mandó construir para él una pequeña pirámide en medio de las tumbas de la familia real de la Dinastía VI. El culto real a Pepi I parece haber terminado con el inicio del Segundo periodo intermedio.

### Imperio Nuevo

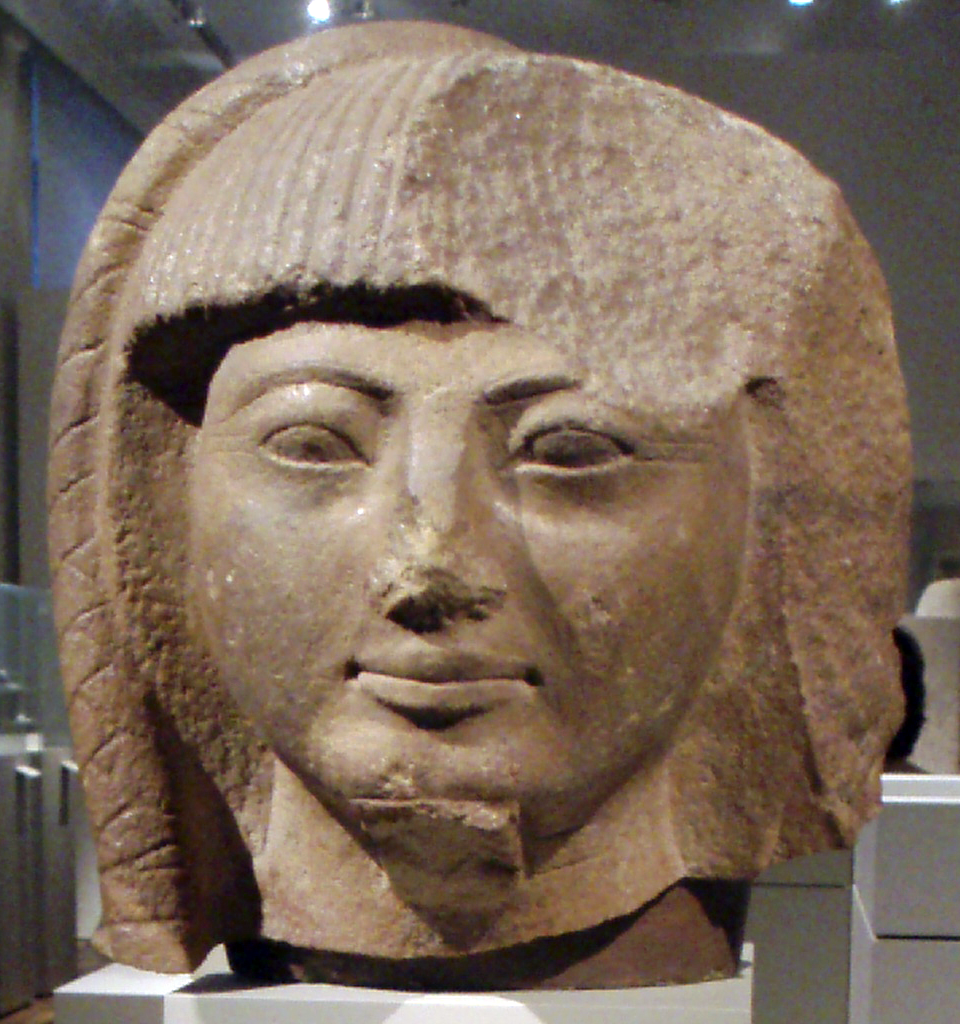
Cabeza de Jaemuaset (Altes Museum)

En el periodo del Imperio Nuevo se realizaron nuevas inhumaciones privadas en la necrópolis de Pepi, incluso en varias salas de su templo mortuorio que por aquel entonces se utilizaban como catacumbas, aunque no se encontró ninguna tumba de este tipo en la sala principal que albergaba el culto funerario real, lo que parece indicar que se siguió utilizando. Los individuos enterrados en la necrópolis pertenecían a los rangos más bajos de la sociedad egipcia, como demuestra la simplicidad, si no la ausencia, de equipamiento funerario, mientras que los que utilizaban las catacumbas eran personas con más recursos.
Las huellas de los prolongados cultos a los faraones del Imperio Antiguo durante el Imperio Nuevo se aprecian en la Lista Real de Karnak; fue confeccionada durante el reinado de Tutmosis III para honrar a una selección de antepasados reales. Varios faraones de las dinastías V y VI, como Nyuserre Ini, Dyedkara Isesi, Teti y Pepi I, aparecen mencionados en la lista por su nombre de nacimiento, en lugar de por el nombre de trono; el egiptólogo Antonio Morales cree que esto se debe a que los cultos populares para estos reyes, que subsistieron hasta bien entrado el Imperio Nuevo, se referían a estos reyes utilizando su nombre de nacimiento.
Posteriormente, durante el reinado de Ramsés II, se llevaron a cabo trabajos parciales de restauración de los monumentos del Imperio Antiguo en la zona menfita bajo la dirección del príncipe Jaemuaset. El complejo de pirámides de Pepi fue uno de los que se restauraron, como muestran las inscripciones realizadas por Jaemuaset en el lugar, aunque se utilizaba habitualmente para entierros privados. Por ello, es probable que la necrópolis de Pepi I estuviera en estado ruinoso en ese momento y que la zona de las pirámides de las reinas sirviera como cantera para obtener piedra. Jaemuaset afirmó que había encontrado la pirámide «abandonada» y «rememoró a su propietario para la posteridad». La progresiva acumulación de entierros en los pasajes que conducen a las salas de culto del templo bloqueó el acceso al mismo, demostrando que el culto funerario de Pepi había cesado.

### Período tardío
Las actividades de extracción de piedra, que se limitaban a la necrópolis de Pepi durante el Imperio Nuevo y habían dejado al margen su templo mortuorio, se generalizaron durante el Periodo tardío de Egipto, aunque continuaron produciéndose entierros intermitentes. Tanto el robo de piedra como las actividades funerarias cesaron en algún momento del periodo, y la necrópolis quedó abandonada hasta el periodo mameluco, cuando se inició de nuevo una intensa extracción de piedra.